# Frosinone
Frosinone (AFI: /froziˈnone/ ; Frusenone [frusəˈnoːnə] in dialetto frusinate) è un comune italiano di 43 031 abitanti, capoluogo dell'omonima provincia del Lazio.
Maggiore città della Valle Latina, l'importante via di comunicazione del Lazio tra Roma e Napoli, fino al diciannovesimo secolo fu un borgo a vocazione rurale, mentre dal Novecento divenne un rilevante centro industriale e commerciale.
Tradizionalmente considerata città volsca, o secondo recenti ipotesi ernica, con il nome di Frusna e poi romana del Latium adiectum come Frùsino, nel corso della sua storia millenaria è stata soggetta a molteplici devastazioni e saccheggi causati dalla sua posizione geostrategica; in conseguenza di ciò, nonché a causa delle distruzioni dovute ad eventi sismici (il più rovinoso dei quali avvenne nel settembre 1349), conserva solo rare seppur significanti tracce del proprio passato. Tra queste vi sono l'Anfiteatro romano, i reperti conservati nel museo archeologico cittadino e la Tomba Sant'Angelo.

## Geografia fisica

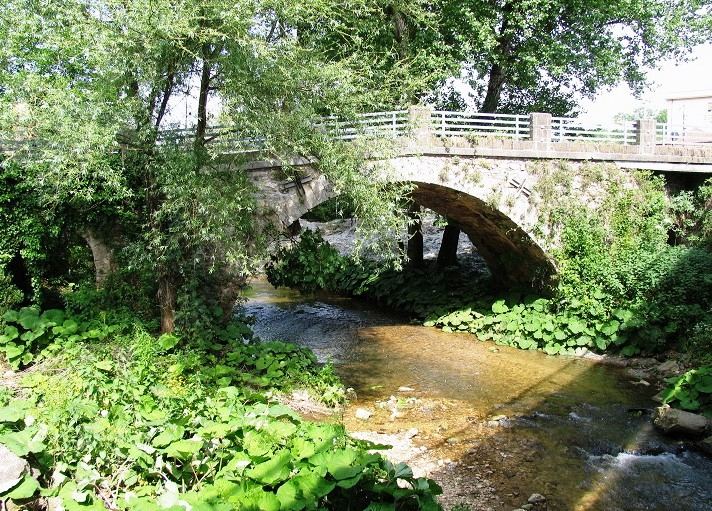
Ponte "della Fontana" sul fiume Cosa

### Territorio
Situata su un colle che domina la valle del Sacco, all'interno della Valle Latina, Frosinone è circondata dai monti che delimitano la valle, ossia gli Ernici a Nord e i Lepini ad Ovest e a Sud, dove si intravedono gli Ausoni.
Il territorio comunale è attraversato dai torrenti Cenicia e Rio e dal fiume Cosa, il cui flusso, sia per cause naturali che per la captazione delle sue acque, è ormai estremamente ridotto; un tempo invece era soggetto a frequenti piene con conseguenti inondazioni (la cartografia nel 1700 lo riportava come fiume Acquosa, per l'abbondanza di acqua, poi gran parte del suo corso fu deviato per alimentare la centrale nei pressi di Guarcino). Il rinvenimento di un'area di ghiaia nel corso di scavi archeologici nella zona di De Matthaeis fa presupporre che in antichità vi scorresse un altro fiume, oggi scomparso. Nella pianura del Sacco sono presenti alcune fonti le cui acque sono sfruttate ad uso potabile ed industriale.
Sul colle permane il nucleo centrale della città, la cui prima espansione è avvenuta sulle colline circostanti; la realizzazione della stazione (1863) a valle del centro storico ha determinato lo sviluppo edilizio del quartiere omonimo, ma l'espansione maggiore della città si è realizzata nel corso del Novecento, scendendo disordinatamente verso la pianura lungo i crinali e le vie di comunicazione: in conseguenza di ciò si distinguono oggi nell'uso comune una Frosinone alta e una Frosinone bassa.
- Classificazione sismica: zona 2 (sismicità medio-alta), Ordinanza PCM 3274 del 20/03/2003

### Clima
Trovandosi nell'area interna e collinare del Lazio meridionale, relativamente distante dalla costa e non lontana dai rilievi montuosi degli Ernici e dei Lepini, che lambiscono la Valle Latina, Frosinone è caratterizzata da un clima di tipo semi- continentale ma abbastanza temperato tutto l'anno. Agli inverni un po'  nebbiosi e non molto rigidi, con poco frequenti avvezioni fredde da est , si contrappongono infatti estati piuttosto calde ed afose, nelle quali Frosinone sperimenta vere e proprie "Ondate di calore" ma come nelle altre zone poste a bassa quota e senza gli eccessi di alcune aree del centro Italia. Significative le escursioni termiche nel corso della giornata, in particolar modo nella parte bassa della città e nelle conche collinari dove è più risonante l'Inversione termica con valori che possono scendere di diversi gradi sotto lo zero ( -19 registrati nel 1985 presso l'aeroporto militare) e sono quindi più frequenti le gelate rispetto alla parte alta (che supera i 300 MT nei punti più elevati) che è invece meno fredda in Inverno e più ventilata in Estate. Non sono rari gli episodi nevosi, ultimi dei quali, con 12 centimetri di accumulo, il 17 dicembre 2010 e soprattutto il 4 febbraio 2012 con 64 cm nella zona alta e 58 cm nella parte bassa della città, o anche nel febbraio 2018. 
Di rilievo, pure la nevicata con 30 cm di accumulo che si verificò in piena primavera, il 15 aprile 1995 (giorno di Pasqua) e tra le più tardive mai avvenute in città. I mesi più piovosi sono Ottobre e Novembre dove sono frequenti le pertubazioni atlantiche da Ovest, più secca è l'Estate dove sono soliti i temporali pomeridiani provenienti dai Monti Ernici.
La media di gennaio è di +4.9, di agosto +24.1 (Koppen) Abbastanza consistente la piovosità annuale, oltre 1200  mm secondo le medie storiche rilevate.
| Frosinone (1971-2000)           | Mesi         | Mesi        | Mesi        | Mesi        | Mesi        | Mesi        | Mesi        | Mesi        | Mesi        | Mesi        | Mesi        | Mesi        | Stagioni | Stagioni | Stagioni | Stagioni | Anno    |
| Frosinone (1971-2000)           | Gen          | Feb         | Mar         | Apr         | Mag         | Giu         | Lug         | Ago         | Set         | Ott         | Nov         | Dic         | Inv      | Pri      | Est      | Aut      | Anno    |
| ------------------------------- | ------------ | ----------- | ----------- | ----------- | ----------- | ----------- | ----------- | ----------- | ----------- | ----------- | ----------- | ----------- | -------- | -------- | -------- | -------- | ------- |
| T. max. media (°C)              | 11,2         | 12,6        | 15,2        | 17,7        | 22,9        | 27,0        | 30,6        | 30,9        | 26,5        | 21,1        | 15,2        | 11,9        | 11,9     | 18,6     | 29,5     | 20,9     | 20,2    |
| T. min. media (°C)              | 1,0          | 2,5         | 4,0         | 6,0         | 10,0        | 13,5        | 16,1        | 16,5        | 13,5        | 9,4         | 4,8         | 1,8         | 1,8      | 6,7      | 15,4     | 9,2      | 8,3     |
| T. max. assoluta (°C)           | 19,0 (1996)  | 21,6 (1990) | 26,8 (1981) | 27,8 (1993) | 31,4 (1994) | 38,0 (1982) | 39,2 (1983) | 40,4 (1998) | 38,2 (1982) | 30,0 (1997) | 24,8 (1994) | 21,8 (1991) | 21,8     | 31,4     | 40,4     | 38,2     | 40,4    |
| T. min. assoluta (°C)           | −18,0 (1985) | −7,2 (1991) | −7,3 (1971) | −2,2 (1991) | 1,4 (1991)  | 5,4 (1980)  | 8,7 (1980)  | 8,0 (1989)  | 4,7 (1971)  | −0,4 (1971) | −7,2 (1973) | −7,4 (1991) | −18,0    | −7,3     | 5,4      | −7,2     | −18,0   |
| Giorni di calura (Tmax ≥ 30 °C) | 0            | 0           | 0           | 0           | 0           | 7           | 19          | 19          | 5           | 0           | 0           | 0           | 0        | 0        | 45       | 5        | 50      |
| Giorni di gelo (Tmin ≤ 0 °C)    | 14           | 10          | 4           | 1           | 0           | 0           | 0           | 0           | 0           | 0           | 4           | 12          | 36       | 5        | 0        | 4        | 45      |
| Precipitazioni (mm)             | 104,6        | 112,6       | 87,9        | 116,7       | 74,4        | 47,9        | 41,6        | 56,5        | 102,8       | 147,5       | 192,6       | 147,5       | 364,7    | 279,0    | 146,0    | 442,9    | 1 232,6 |
| Giorni di pioggia               | 8            | 8           | 9           | 11          | 8           | 6           | 4           | 5           | 7           | 9           | 11          | 10          | 26       | 28       | 15       | 27       | 96      |
| Giorni di nebbia                | 13           | 8           | 5           | 5           | 5           | 1           | 1           | 1           | 3           | 9           | 12          | 12          | 33       | 15       | 3        | 24       | 75      |
| Umidità relativa media (%)      | 76           | 72          | 70          | 71          | 71          | 68          | 66          | 66          | 71          | 76          | 79          | 79          | 75,7     | 70,7     | 66,7     | 75,3     | 72,1    |

- Classificazione climatica: zona E, 2196 GR/G

## Origini del nome
Frusĭno (questo il nome latino) era all'epoca abitata dal popolo dei Volsci, seppur compresa nel territorio degli Ernici. Il nome volsco della città sarebbe Frusna o Fruscìno, la cui etimologia è controversa; tuttavia si sono tentate varie ipotesi: una prima farebbe derivare il nome dalla radice del greco πόρτις (portis: giovenca); una seconda, osservando l'assonanza con radici etrusche, ricollega il nome ad un'ipotetica gens etrusca Fursina (o anche, Frusina o Prusina); a queste tesi se ne è affiancata una più recente, che basandosi sui legami tra le civiltà italiche preromane, ed in particolare quella etrusca, con i popoli accadico-sumeri, ipotizza influenze analoghe anche per i toponimi: stando a ciò Frusna avrebbe il significato di “terra irrorata dai fiumi”.

## Storia

### Età antica
Diversi ritrovamenti in più punti dell'attuale territorio comunale, come ad esempio i manufatti in pietra del Paleolitico inferiore (circa 250 000 anni fa) rinvenuti in località Selva dei Muli, sono testimonianze rilevanti di antichissimi insediamenti nella zona.
Sempre nella stessa località, circa 4 000 anni or sono, esisteva un ampio abitato eneolitico. Nel millennio successivo la presenza umana nell'area è dimostrata dai reperti archeologici rinvenuti nella parte alta della città (là dove sorgerà successivamente la cittadina volsca e romana), riferibili all'Età del bronzo finale (XII-X secolo a.C.), e nelle località Fontanelle e Fraginale, costituiti sia da resti degli antichi abitati, che da alcune sepolture databili intorno al VII-VI secolo a.C. È già volsca la necropoli casualmente scoperta presso l'odierno piazzale De Matthaeis, che comprende 21 tombe del VI-V secolo a.C.

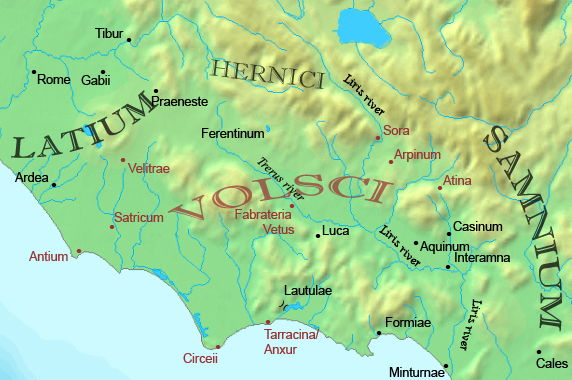
I Volsci (in rosso) nel Lazio intorno alla metà del IV secolo

Fondata in territorio ernico dai Volsci nel VI secolo a.C. con il nome di Fruscìno o Frusna, come avamposto strategico di fronte l'inespugnabile roccaforte di Aletrium (odierna Alatri). Venne assoggettata dai romani nel 386 a.C. durante la loro avanzata contro i Volsci nella Valle del Sacco, trasformata quindi in municipium sotto il presidio romano. La presa del centro urbano di Frosinone, che allora come oggi è situato al centro della Valle del Sacco, determinava un'importante vittoria strategica per i romani, che con questa città potevano controllare agevolmente tutti i transiti e i traffici commerciali tra il nord e il sud della penisola.
Nel 306 a.C. la città fomentò assieme alla Lega Ernica una ribellione contro il dominio di Roma: come punizione il suo territorio fu ridotto di un terzo (le terre confiscate passarono alla vicina Ferentino, rimasta fedele all'Urbe), fu saccheggiata e i capi della rivolta, deportati a Roma, vennero pubblicamente decapitati (303 a.C.). Fu in seguito devastata dall'avanzata di Annibale lungo la Via Latina (durante la II guerra punica), alla quale non volle arrendersi: questo le meritò l'appellativo, datole da Silio Italico, di Bellator Frusino, che tuttora campeggia nello stemma cittadino:
(Punica XII, 39)
Silio Italico loda Frusino anche nel corso dell'elencazione degli alleati romani nella battaglia di Canne ("a duro Frusino haud imbellis aratro", VIII, 398). Anche scrittori Greci la citarono nei loro scritti, mentre tra i Romani, in seguito, Giovenale evidenzierà la tranquillità della città.
Sappiamo che sotto la dominazione romana, all'interno del Latium adiectum, lungo la Via Latina, fu municipio con diritto di voto e fu iscritta alla tribù Ufentina; in epoca imperiale divenne colonia e parte delle sue terre vennero assegnate ai veterani, forse anche per contrastare un progressivo spopolamento.
Sulla diffusione del Cristianesimo a Frosinone le fonti sono oscure, ma si ritiene che sia esistita un'antica diocesi; la città diede i natali a due pontefici, Ormisda e Silverio (unico caso di due papi padre e figlio), oggi patroni.
Molti scrittori antichi, tra i quali Tito Livio, Cassio Dione, Silio Italico, Festo Pomponio, Floro, il già citato Giovenale, Cicerone ricordano la città di Frosinone non solo per meri fatti storici, ma anche per le virtù dei suoi abitanti. Lo stesso Cicerone nel territorio di Frosinone possedeva una villa o un fondo come è possibile intuire da una lettera inviata al suo amico Attico.
Nonostante le traversie politiche e militari, Frosinone fu Prefettura e Municipio con tutti i diritti che la cittadinanza romana comportava. Come qualche storico riferisce furono innalzate le mura a difesa della città. Fu abbellita di edifici, monumenti e statue, che le guerre, lo scorrere dei tempi, l'incuria o la stoltezza degli uomini hanno mandato in rovina, anche se negli ultimi decenni sono stati ritrovati numerosi reperti custoditi in vari musei, per esempio la celebre statua di Marte che si trova a Roma, a Villa Albani 
Torlonia che fu rinvenuta nel 1744 nella zona che ancora oggi si chiama Colle Marte.

### Età medievale
Con la caduta dell'Impero romano d'occidente, Frosinone, che subirà diverse distruzioni durante le invasioni barbariche, entrò a far parte, come il resto dell'Italia, nel Regno ostrogoto per essere poi riconquistata dalle truppe bizantine di Giustiniano. Entrò dunque a far parte del Ducato romano e rimase da allora, per tutto il Medioevo e gran parte dell'età moderna, sempre dipendente dalla Roma papale; la sua funzione era principalmente agricola.
Nel duecento furono gli anagnini a tentare di imporre il loro dominio sulla città, ma Frosinone, appoggiata dall'intervento papale, rese inoffensivi i progetti dei nobili di Anagni. Nel XIII secolo diventò capitale di un ducato assegnato ai Gaetani e da quel secolo fu saltuariamente sede del rettore di Campagna e Marittima, assieme ad altre città della provincia pontificia come Ferentino, Anagni e Priverno. Agli inizi del XIV secolo la città fu dominata dalla vicina e potente Alatri, a sua volta conquistata da Francesco de Ceccano e dalle sue truppe ceccanesi per un trentennio. La città dovette subire il disastroso terremoto del 1349, che ebbe epicentro nella zona di Cassino, al confine con il Molise.

### Età moderna

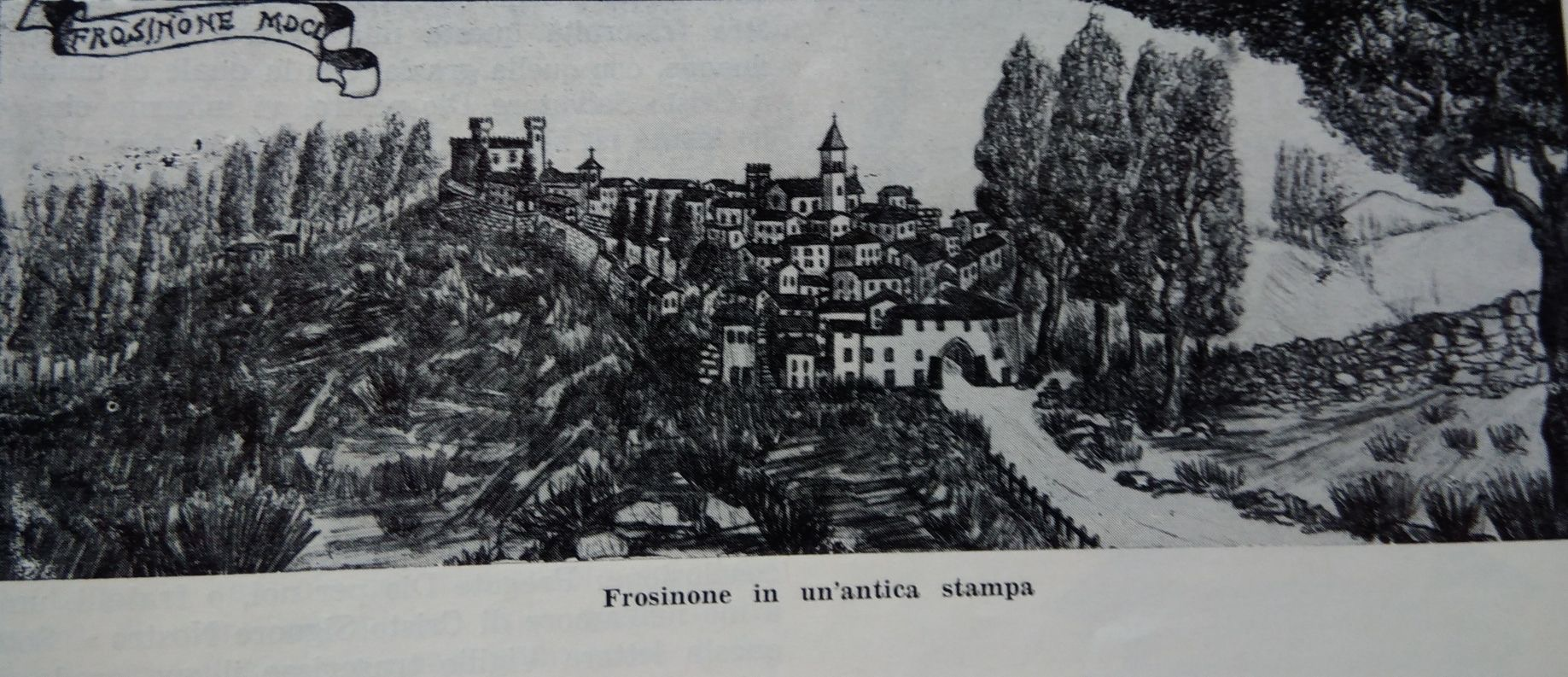
Antica stampa raffigurante la città nel XVII secolo

Nel Cinquecento fu devastata dai Lanzichenecchi, che vi portarono la peste, immediatamente seguiti da truppe francesi e fiorentine, contestualmente al Sacco di Roma. La rocca, distrutta, venne ricostruita; per alcuni il portale principale sarebbe stato disegnato da Michelangelo.
Nuove distruzioni si ebbero con l'occupazione da parte degli spagnoli in guerra contro Paolo IV nel 1556: la sua rocca era strategicamente rilevante per il controllo di tutta la valle del Sacco e per la difesa di Roma.
A seguito del trattato di Cave (1557) la residenza dei governatori pontifici della provincia di Campagna e Marittima fu fissata definitivamente a Frosinone; la Campagna e Marittima prenderà poi il nome di Delegazione di Frosinone. Tra il Seicento e l'Ottocento la città conobbe un significativo incremento demografico, passando da meno di duemila abitanti alla metà del Seicento agli oltre diecimila del primo censimento dello Stato italiano. Contemporaneamente si avviò un nuovo sviluppo architettonico e urbanistico, con la costruzione o ristrutturazione di monumenti e luoghi di culto, e nell'Ottocento la realizzazione di nuove importanti arterie stradali, su tutte la via Nova (attuale Corso della Repubblica) e viale Roma, nuovo accesso alla città.
Degno di nota fu l'atteggiamento della popolazione frusinate durante l'occupazione francese e la Repubblica Romana, alla quale comunque aderirono due frusinati, Giuseppe De Matthaeis e Luigi Angeloni, che divennero Tribuni della Repubblica: la popolazione, intorno al 1798 si ribellò alle truppe francesi e per questo motivo la città venne messa a ferro e fuoco e saccheggiata (la rivolta antifrancese riecheggia ancora oggi attraverso la Festa della Radeca, il Carnevale frusinate).

### Età contemporanea

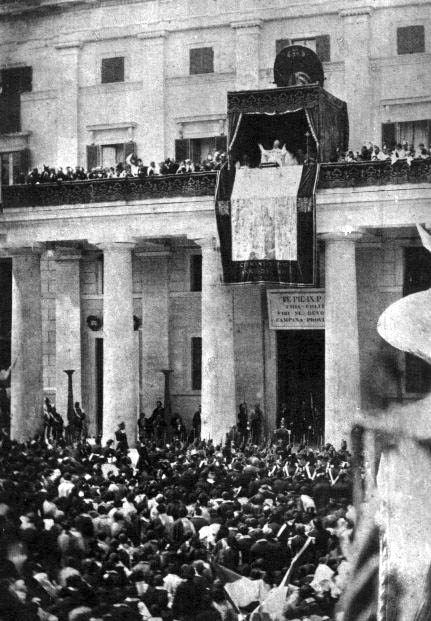
Papa Pio IX in visita a Frosinone, 14 maggio 1863

In occasione del viaggio di Pio IX nella provincia di Campagna e Marittima (13-20 maggio 1863) con il treno, furono organizzati solenni festeggiamenti, che si conclusero con la benedizione del pontefice dal balcone della Prefettura. Durante questa visita il papa promise un finanziamento straordinario per la costruzione di un acquedotto destinato a portare acqua corrente in città per mezzo di una pompa idraulica, acquedotto portato a termine e inaugurato l'8 dicembre 1869.
Frosinone fu testimone nel 1867 della Campagna dell'Agro Romano per la liberazione di Roma con la Colonna Nicotera. Di rilievo lo scontro con i garibaldini a Monte San Giovanni Campano, sul confine con il Regno d'Italia. Nel Museo nazionale di Mentana sono conservati i cimeli della "Vendita" Carbonara "Nicola Ricciotti" patriota mazziniano.
Frosinone fu sottratta allo Stato Pontificio e ufficialmente annessa al Regno d'Italia il 17 settembre 1870, tre giorni prima di Porta Pia. In realtà, il secolare dominio pontificio sulla città era di fatto terminato già dalla sera del 12 settembre con la fuga dell'ultimo delegato apostolico, il monsignore Pietro Lasagni, mentre le truppe italiane si trovavano ancora lungo la Casilina, nel territorio di Ripi, in attesa di riprendere la marcia verso Frosinone.
Nella seconda metà dell'Ottocento l'abitato della città era quasi del tutto racchiuso all'interno dell'antica cerchia muraria della "cittadella" medievale, così come era stato più volte ricostruito dopo le varie devastazioni subite da armate tedesche e spagnole nel XVI secolo e dai francesi sul finire del Settecento.
La cittadella stando alla descrizione dello studioso di storia locale Vittorio Valle, "era delimitata da un muro di cinta che aveva tre capisaldi, la Porta Romana o della Valle, la porta di Campania o Napoletana (oggi Porta Campagiorni) e la Rocca, ora sede della Prefettura."
Dopo l'unificazione nazionale la città, divenuta capoluogo dell'omonimo circondario in provincia di Roma, conobbe un rinnovamento edilizio e un abbellimento architettonico dell'abitato, come testimoniano gli edifici tardo ottocenteschi e umbertini dell'attuale centro storico. La città divenne sede degli uffici della sottoprefettura e del distretto militare; dal 1863 era servita dalla stazione ferroviaria statale, alla quale si aggiungerà poi quella della ferrovia vicinale (la Roma-Fiuggi-Alatri-Frosinone).

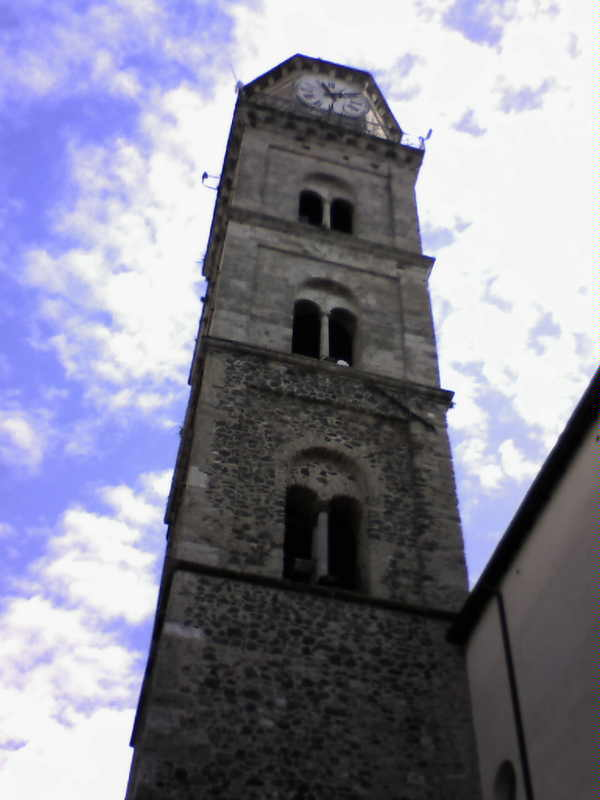
Campanile

Nel 1871 Domenico Diamanti divenne il primo sindaco della città dopo l'Unità d'Italia; questi si impegnò attivamente nell'ammodernamento e nel risanamento della città, allora conosciuta come una delle più arretrate d'Italia. Si provvide al rinnovamento edilizio, alla sistemazione delle strade, delle piazze ed all'illuminazione del centro urbano. Nel 1874 fu costruita una fila di fabbricati di oltre 300 metri nota come "palazzata Berardi" destinata a rispondere alle esigenze abitative per impiegati e militari del neonato Stato. Al centro della struttura sorse il Teatro Isabella, che fu successivamente chiamato Politeama e poi Cinema-Teatro Excelsior, ancora oggi presente sebbene inattivo.
Nel giugno del 1873 Urbano Rattazzi, allora Presidente del Consiglio dei ministri, morì improvvisamente a Frosinone mentre si trovava ospite di un amico. Per quell'occasione giunsero in città numerosi politici e funzionari del Re. La villa dove Rattazzi morì, Casale Ricci in via Armando Fabi, si trova oggi in completo abbandono. 

Prima foto aerea di Frosinone datata 17 settembre 1925

Al tempo della prima guerra mondiale Frosinone contava circa 12 000 abitanti, disseminati per la campagna in frazioni, in piccoli villaggi, o case sparse, dediti principalmente all'agricoltura. Una parte più esigua di abitanti risiedeva nel centro storico impiegata nei vari uffici della sottoprefettura, del Comune e delle altre amministrazioni tra le quali il Distretto militare. Vi era anche una discreta attività artigianale e commerciale. Più modesta risultava invece l'attività industriale, con la presenza di mulini lungo il corso del fiume Cosa, pastifici e tipografie.
Frosinone rimase sede di sottoprefettura dal 1871 al 1926. Nel 1927, nel quadro di una generale riorganizzazione amministrativa, venne istituita dal regime fascista la provincia di Frosinone, sottraendo comuni alle province di Roma e Provincia di Terra di Lavoro. Furono ampliati gli uffici esistenti e se ne crearono di nuovi e, furono trasferiti in città un gran numero di dipendenti statali, soprattutto da Caserta.
Frosinone conobbe - quindi - un nuovo sviluppo demografico, economico e sociale. In questo periodo furono inoltre realizzati numerosi nuovi edifici pubblici, tra questi il Palazzo della provincia e quello della Camera di Commercio. Nel 1924 venne inaugurato, alla presenza del re Vittorio Emanuele III, il Monumento ai Caduti della prima guerra mondiale, opera dell'architetto Cesare Bazzani. Nel 1926 era terminato l'imponente edificio "Pietro Tiravanti" sede delle scuole elementari.

### Frosinone durante la seconda guerra mondiale

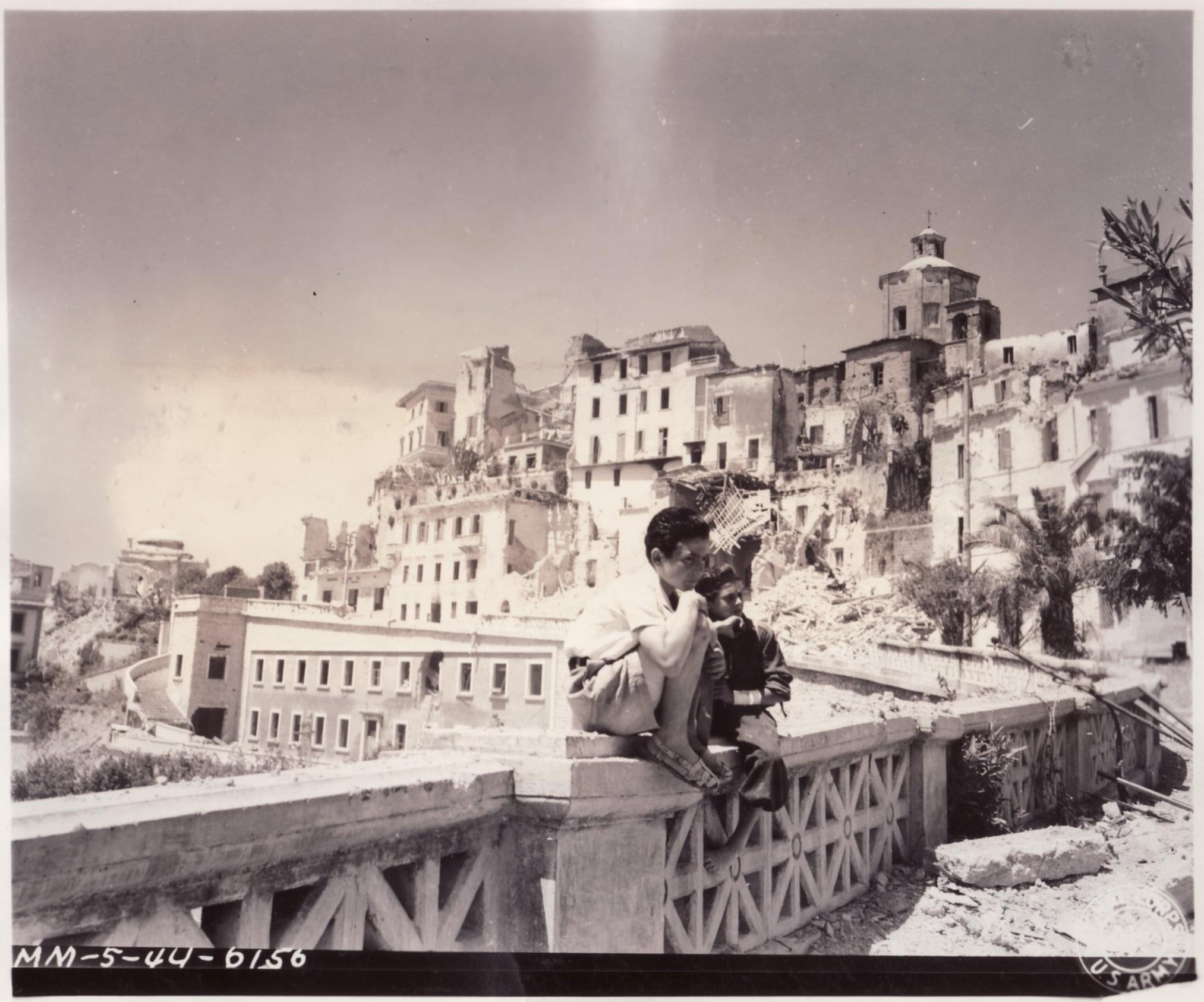
Il centro storico di Frosinone nel Maggio 1944, dopo i bombardamenti della seconda guerra mondiale

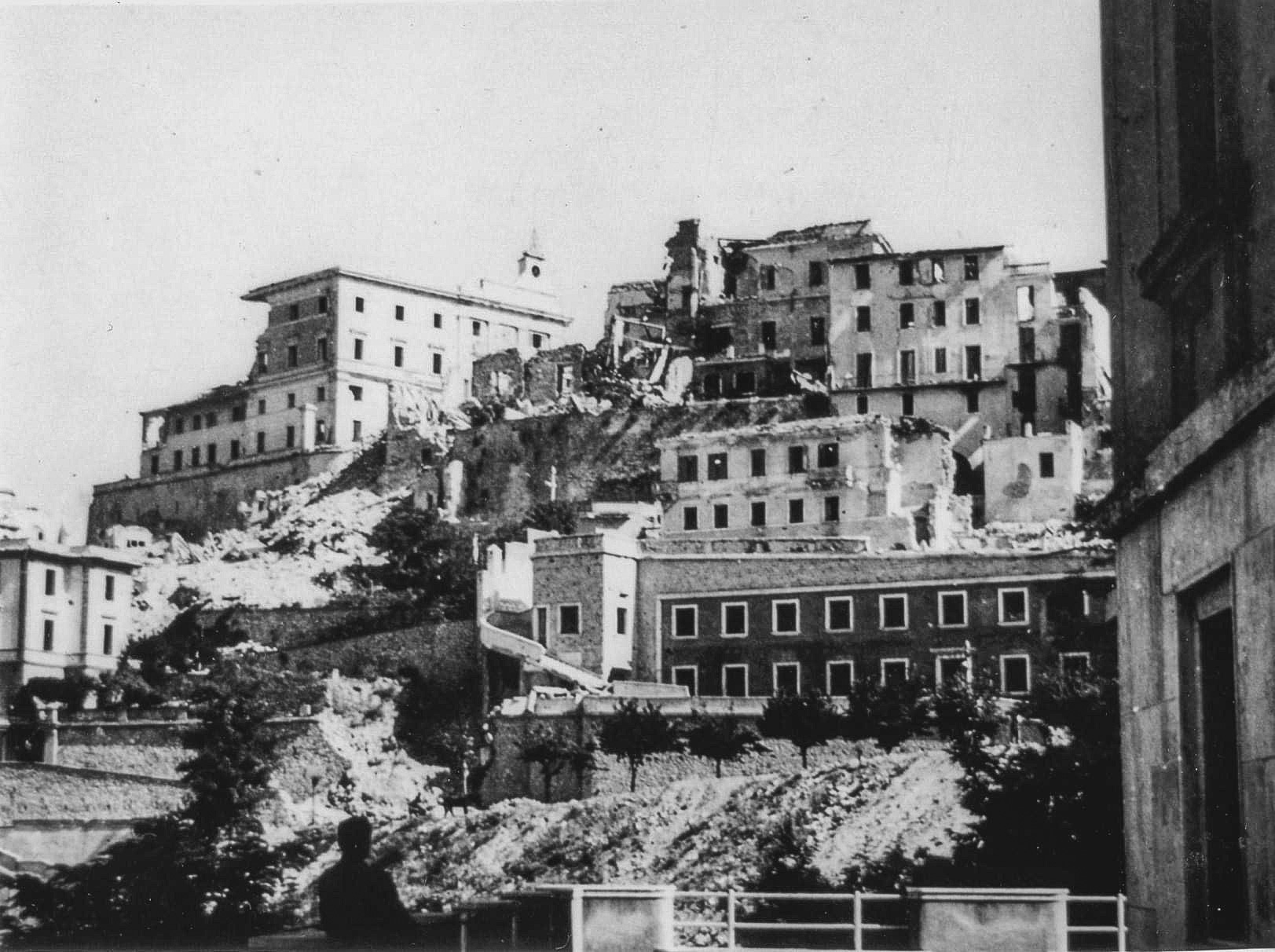
Scorcio di Frosinone dopo i bombardamenti, con il Palazzo della Prefettura e il Palazzo del Comune distrutti

Le ultime tragiche distruzioni verranno inflitte alla città durante la seconda guerra mondiale. Quando l’8 settembre del 1943 venne reso noto l’armistizio di Cassibile, i tedeschi occuparono militarmente la penisola fino al centro-sud, tra cui Frosinone, che fino ad allora li aveva visti solo come utilizzatori del proprio aeroporto militare. Occupando la città i tedeschi requisirono gli alberghi Bellavista e Garibaldi, adibendoli a sedi di comando, oltre a controllare tutte le principali vie di comunicazione. In Direzione sud della cittadina, a Cassino, si creerà la famosa linea Gustav, una linea invalicabile che arenò per mesi l’avanzata alleata. Proprio questi ultimi per bloccare i collegamenti con Cassino bombarderanno anche Frosinone: erano le ore 22:00 dell'11 settembre quando i bombardieri della Raf sganciarono centinaia di bombe sulla città. Tra bombe a grappoli, bengala, rumori assordanti di ogni tipo e urla isteriche dovute alla paura di restare sotto le macerie, i colpi trasformarono la città in una bolgia infernale.
Il mattino successivo, 12 settembre, a completare l’opera di distruzione sono gli americani, che prediligono azioni diurne, con una grossa formazione di quadrimotori Boeing B.17 che ad ondate continue scagliano bombe sulla città, l’aeroporto e lo scalo ferroviario compresi due treni in sosta. In conseguenza di ciò numerosi frusinati perderanno la vita, poiché colti di sorpresa dall'attacco mentre soccorrevano i feriti e spazzavano le macerie dei danni provocati dall’azione notturna precedente. I più fortunati raggiunsero in tempo i “tunnel” di piazza Gramsci e di viale Roma, allestiti a rifugio antiaereo per la popolazione.
Le continue bombe alleate sulla città costringeranno i tedeschi a lasciare il Distretto alla volta di Fiuggi. Malgrado Frosinone non avesse obiettivi militari importanti, gli Alleati intensificarono i bombardamenti, come quello significativo del 22 maggio 1944, forse funzionale alla avanzata definitiva. Tra il 30 e il 31 maggio comparvero sulle colline circostanti le prime truppe alleate ma, inspiegabilmente, attesero troppo tempo prima di attaccare, lasciando così il tempo ai guastatori tedeschi di minare ponti e cabine elettriche.
In totale saranno 56 bombardamenti alleati, protrattisi dall'11 settembre 1943 a tutto maggio 1944. Durante quell'infelice periodo alcuni uffici pubblici vennero trasferiti temporaneamente poco più a nord, a Fiuggi, che godeva di una relativa tranquillità.
Era il 31 maggio del 1944 quando le prime truppe Alleate entrarono a Frosinone (soldati canadesi appartenenti al Loyal Edmonton Regiment), i quali mandarono un messaggio al comando: "la città è vuota e in rovina!".
I bombardamenti rasero al suolo 80% della città. Andarono distrutti la Chiesa dell'Annunziata, il palazzo Berardi sede fino ad allora del Municipio, l'intero borgo medievale sviluppatosi nella zona di Via Cavour e l'attiguo convento delle suore di Sant'Agostino, la caserma dei R.R. Carabinieri, il tratto finale di Via Vittorio Emanuele II, oggi Corso della Repubblica, L'ospedale cittadino in piazza Diamanti. Ingenti danni furono riportati al Palazzo della Prefettura, alla cattedrale di Santa Maria Assunta, al liceo classico "N. Turriziani" e alla chiesa di Santa Lucia. A valle, la stazione ferroviaria e il santuario della Madonna delle Nevi furono distrutte, bombardato anche l'aeroporto, dove vennero colpiti gli aerei parcheggiati sulla pista, i depositi di carburante e la villa Napoli, che i tedeschi avevano trasformato in infermeria.
Il Campanile, simbolo della città e sul quale era stata posta una sirena che avvisasse la cittadinanza in caso di incursioni aeree nemiche, riportò un grosso foro circolare su uno degli orologi. Andò completamente perduto, inoltre, il monumento ai caduti della Grande Guerra sito in Piazza Armando Diaz, del quale rimase il solo piedistallo con la dedica ai caduti. Questo stesso è stato poi riutilizzato per il nuovo monumento ai caduti, di tutte le guerre, di Frosinone, realizzato da Umberto Mastroianni sul finire degli anni Settanta e che oggi trova posto in uno dei "curvoni" di Viale Mazzini.
Si sarebbe potuto capire l'aeroporto e la stazione ferroviaria, obiettivi strategici in mano ai nazisti, ma si bombardò l'intera città. Il giorno dopo (12/09/43), quando la popolazione era tornata dalle campagne, uscita dai rifugi, stava soccorrendo i feriti, tornando alle case distrutte, le fortezze volanti americane in pieno giorno, alle 11:30 circa, colpirono ancor più duramente la città e la popolazione civile.
Morte e distruzione furono ovunque.
Distrutto il Comune di Frosinone, che era nell'attuale Piazza Della Libertà, il Liceo Classico, persino l'ospedale che era in Piazza Diamanti, il Palazzo della Provincia, la Prefettura…
Nulla fu risparmiato! i morti e i feriti tra la popolazione civile furono numerosi, tra uomini, donne, bambini".»
(L'altra faccia della luna, M. Mancini 2017.)
Alla fine della guerra Frosinone risultò il capoluogo di provincia più devastato in rapporto al numero di abitanti ed al patrimonio edilizio. Un censimento dell'anno successivo registrò 3 050 vani completamente distrutti, 4 880 gravemente danneggiati, ben 8 500 persone rimasero senza tetto, praticamente la totalità degli abitanti della parte alta di Frosinone. Centinaia furono i morti e i feriti. Ma nonostante le estreme sofferenze e devastazioni, il comune riceverà soltanto una medaglia di bronzo. Inoltre la città e la provincia, furono scenario di stupri, torture ed omicidi di donne, anziane, bambine e uomini inermi, ad opera delle truppe marocchine/francesi.

### Dal dopoguerra ad oggi
Con la ricostruzione si crearono le premesse per il processo di trasformazione del sistema produttivo, che da prevalentemente agricolo divenne industriale e poi terziario. Tra il 1950 ed il 1960, l'andamento socioeconomico di Frosinone seguì e confermò le tendenze già riscontrate nell'immediato dopoguerra: un'inesorabile flessione del settore agricolo (9% degli occupati), un modesto incremento dell'industria (36%) e una significativa ascesa delle attività terziarie, che complessivamente (commercio, servizi e pubblica amministrazione) occupano attualmente il 54% della forza lavoro.

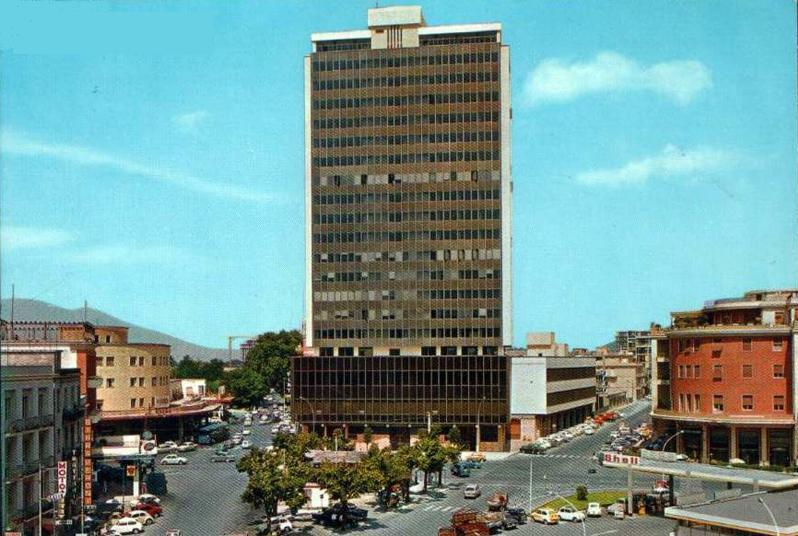
Piazzale De Matthaeis con il grattacielo Edera da poco ultimato (anni 1970 circa)

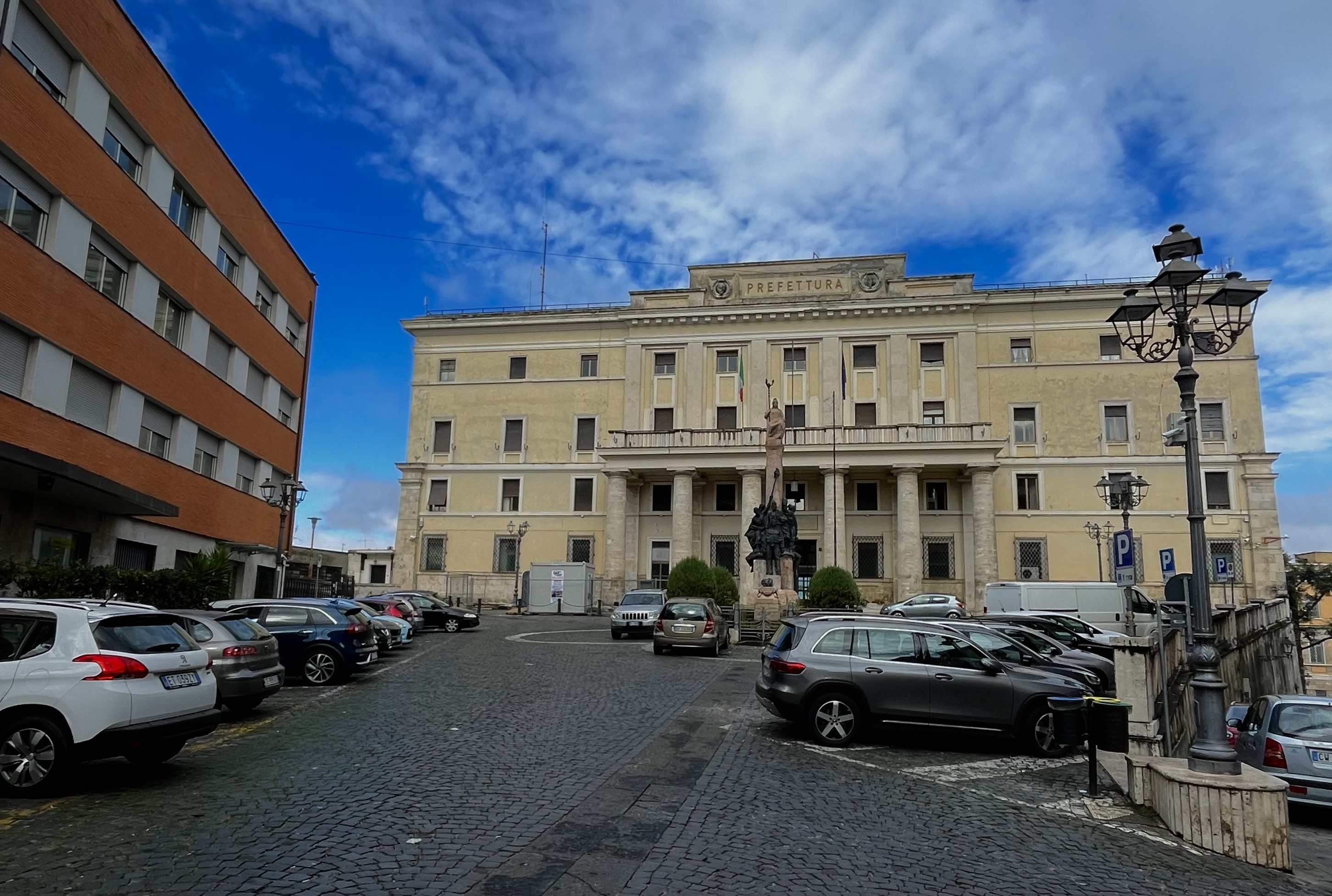
Il Palazzo della Prefettura di Frosinone, anticamente sede della Delegazione Apostolica

Continua l'opera di ricostruzione con alcuni rifacimenti fondamentali (palazzi della Prefettura, della Banca d'Italia, di Giustizia, della Camera di Commercio e delle Poste e Telecomunicazioni,) e la creazione di opere come l'Ospedale Civile, le case popolari, l'ampliamento della rete stradale urbana ed extraurbana, l'allacciamento idrico con gli insediamenti rurali e la costruzione del Grattacielo Edera.
È in questo quadro generale che si avvia il processo di industrializzazione. I due elementi propulsivi risultano la realizzazione nel 1962 del tratto autostradale Roma-Napoli e l'istituzione nello stesso anno del Nucleo di Industrializzazione della Valle del Sacco. L'arteria autostradale, che attraversa longitudinalmente tutta la valle, contribuisce in maniera definitiva a rompere l'isolamento del capoluogo e dell'intera provincia, che fino ad allora si avvaleva per i collegamenti interregionali, dell'antica via Casilina o del poco funzionale tratto ferroviario Roma-Napoli, all'epoca non ancora elettrificato.
I decenni seguenti, caratterizzati dallo sviluppo economico, ma anche da diversi periodi di crisi, hanno condotto, soprattutto nella Frosinone bassa, ad un aspetto in prevalenza moderno, di centro industriale e commerciale, mostrando però uno sviluppo urbanistico disordinato ed irrazionale, dovuto alla mancata applicazione del piano regolatore ed alla forte speculazione edilizia diffusasi già dagli anni sessanta, cosa che prosegue ancora oggi, nonostante l'espansione demografica si sia arrestata già da molti anni.

### Simboli
Riguardo allo stemma della città lo statuto comunale recita:
(Statuto comunale, art. 2)
Il regio decreto di concessione del 25 gennaio 1943 riporta la blasonatura:
(R.D. 25 gennaio 1943)
Il gonfalone è un drappo di bianco.

## Monumenti e luoghi d'interesse

### Architetture religiose

#### Cattedrale di Santa Maria Assunta
La cattedrale di Santa Maria Assunta è la chiesa più importante di Frosinone ed è posta sul punto più alto del colle su cui sorge il centro storico della città (Frosinone alta).

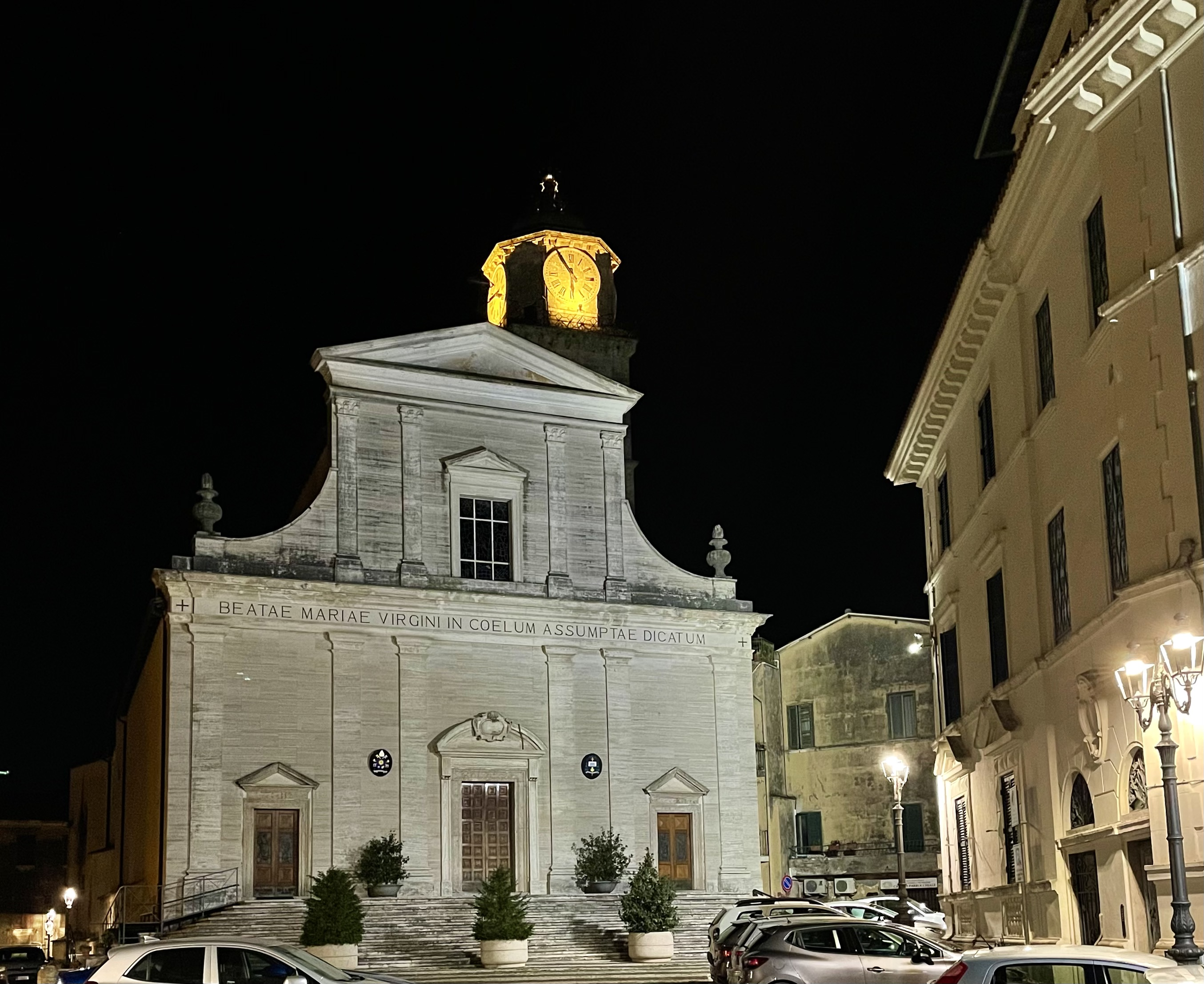
La Cattedrale di Frosinone, dedicata a Santa Maria Assunta

È stata ampiamente rimaneggiata nel XVIII secolo rifacendosi a Sant'Andrea della Valle a Roma. Presenta un campanile romanico, alto 68 metri, che è considerato il monumento più emblematico della città,, a tre ordini di finestre bifore. La facciata della cattedrale è in marmo bianco. Tra le opere d'arte conservate nel luogo sacro vi è una Madonna con Sant'Anna, San Giovannino e angeli del Sementi. La chiesa è Cattedrale dal 1986, anno di istituzione della diocesi.

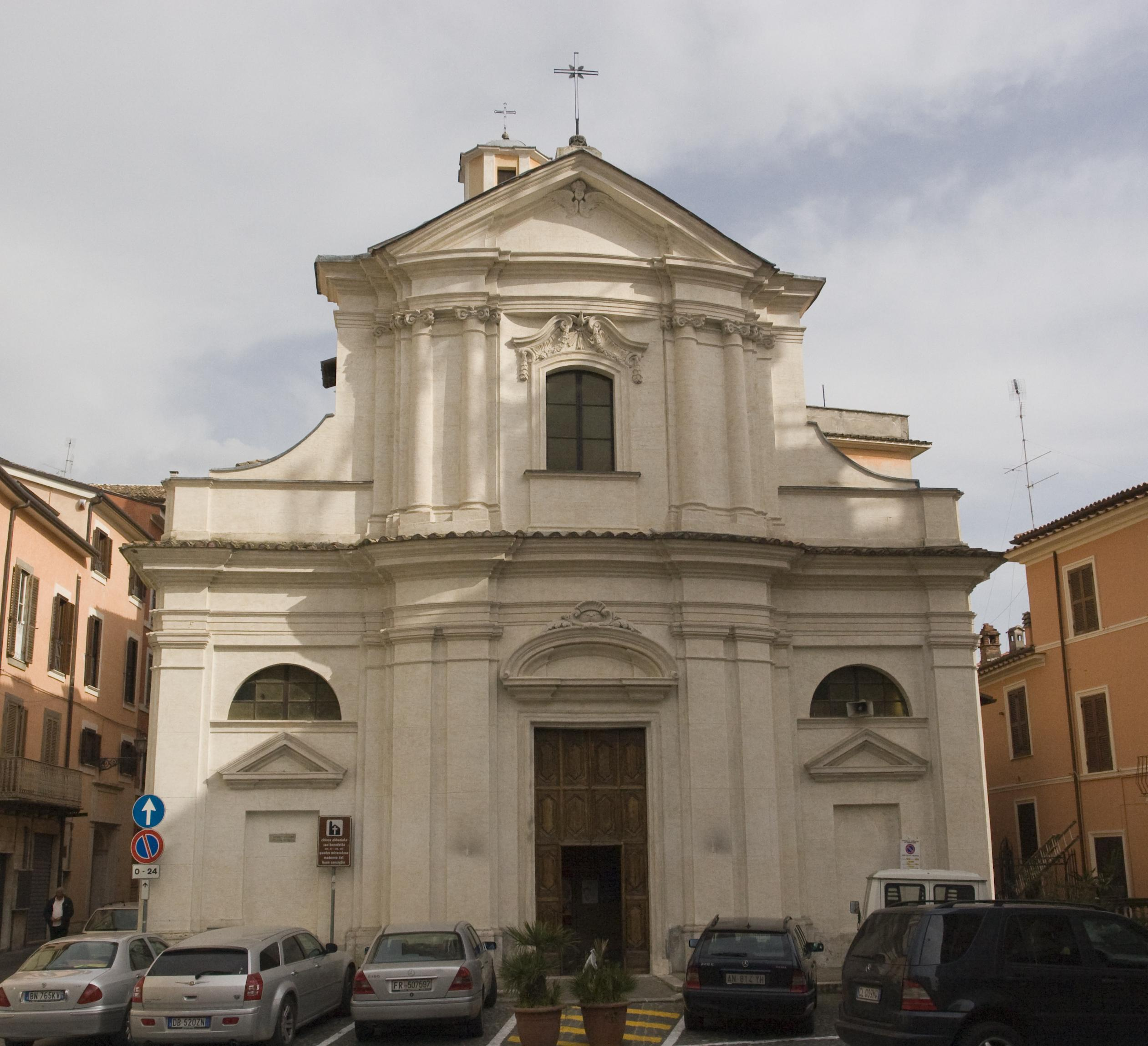
La chiesa di San Benedetto, nel centro storico della città

#### Chiesa abbaziale di San Benedetto
Eretta nel 1134, la [[Chiesa di San Benedetto (Frosinone)|chiesa abbaziale di San Benedetto]] (che è anche la più antica Pinacoteca della città) è stata ricostruita tra il 1750 e il 1797 in forme tardobarocche, con un tiburio ottagonale e una facciata a due ordini sovrapposti; rimasta indenne alle distruzioni belliche, conserva al suo interno pregevoli tele datate tra il XVII e il XIX secolo.
L'interno della chiesa presenta una navata unica, con cappelle laterali intercomunicanti, coperta con una volta a botte costolonata, stuccata e lunettata in corrispondenza di ogni finestra.
All'interno della chiesa si conserva il quadro della Madonna del Buon Consiglio di autore locale ignoto, al quale è legato un prodigio che sarebbe avvenuto il 10 luglio del 1796: mentre alcune donne erano riunite per il rosario davanti al dipinto "la Madonna apriva gli occhi e guardava i fedeli, poi il viso diveniva colore vermiglio. Alle volte l'occhio sinistro che guardava il Bambino si velava di pianto".
Tra le altre tele presenti spicca quella dedicata a San Gregorio Magno realizzata dal pittore locale Mascetti nel 1899 ricopiando un affresco del pittore Filippo Gagliardi.
L'altare, adornato da stucchi barocchi, è dedicato alla famiglia Kambo. Sotto l'altare sono custodite e visibili le spoglie di un martire della cristianità. Salendo sul piccolo campanile si possono ammirare due campane dell'antica fabbrica settecentesca dei Cacciavillani e la campana, anch'essa settecentesca, dell'antica sede comunale oggi ufficio postale con l'antico stemma della città di Frosinone.

Il Santuario della Madonna della Neve con la fontana in un'immagine d'epoca

#### Santuario della Madonna della Neve
Il santuario della Madonna della Neve fu costruito come cappella rurale sul finire del Seicento nel luogo di un evento miracoloso, avvenuto il 10 maggio 1675 e noto come "Sudorazione della Madonna" che si sarebbe verificato nella già esistente chiesetta risalente al 1586. In poco più di un anno la chiesa fu ultimata in tutte le sue parti, sagrestia e campanile compresi, e fu provveduta di tutti gli arredi sacri.
L'8 maggio 1678, quarta domenica dopo Pasqua, fu solennemente consacrata. Il Santuario ha in seguito ospitato una comunità di religiosi.
Quando nel 1675 si verificò il prodigio della sudorazione, tra i pellegrini illustri accorsi a venerare l'Immagine intervenne anche il giovanissimo Cardinale Francesco Orsini, futuro papa Benedetto XIII, all'epoca arcivescovo di Benevento, il quale riconobbe come soprannaturale il prodigio a cui aveva assistito. Nel 1727, ormai eletto Papa, volle tornare a Frosinone durante la vigilia dell'Ascensione per venerare la Madonna della Neve, ancora oggi vi è presente una targa che ne ricorda la visita.
Anche Pio IX visitò il Santuario il 14 maggio 1863, e anche in questa circostanza ricorreva la festa della Ascensione.
Nella chiesa un affresco del XVI secolo rappresenta la Madonna della Neve con i santi Ormisda e Silverio. Vi è poi una pala di Filippo Balbi raffigurante la Madonna della Cintura. La chiesa originaria fu più volte saccheggiata nel corso della storia e subì anche gravi danneggiamenti durante i bombardamenti aerei a tal punto da essere demolita e ricostruita negli anni cinquanta.

#### Chiesa di San Magno o della Madonna della Delibera
La chiesa di San Magno, o della Madonna della Delibera, risale al IX secolo, ma l'aspetto attuale si deve in parte al restauro del 1747. A pianta ottagonale, al suo interno custodisce affreschi raffiguranti la Vergine Maria, il Bambino e San Magno adorante, San Tommaso d'Aquino e San Biagio, San Bernardino da Siena e San Luigi Gonzaga. Notevole è la pala d'altare affrescata raffigurante san Magno con sant'Ormisda. Tra i due santi l'ignoto autore dell'opera ha raffigurato la città di Frosinone, con la Rocca e le torri presenti all'epoca.

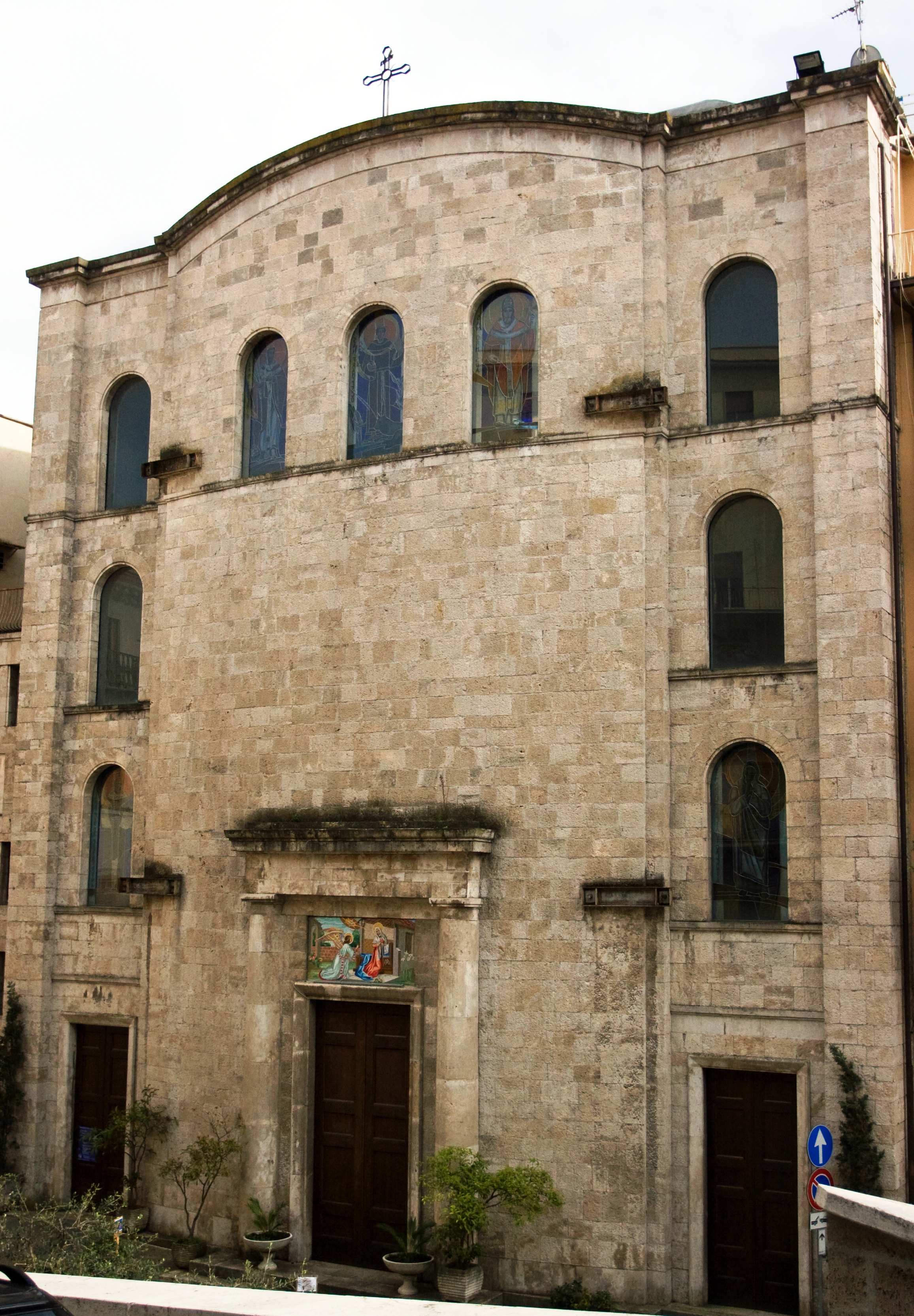
La chiesa della Santissima Annunziata

#### Chiesa della Santissima Annunziata
La chiesa della Santissima Annunziata, sede sin dal 1785 di una delle parrocchie della città, fu distrutta dai bombardamenti della seconda guerra mondiale, e pertanto ricostruita negli anni cinquanta. Nel 1984 subì ingenti danni a seguito di un terremoto, tornando fruibile solamente nel 2000.

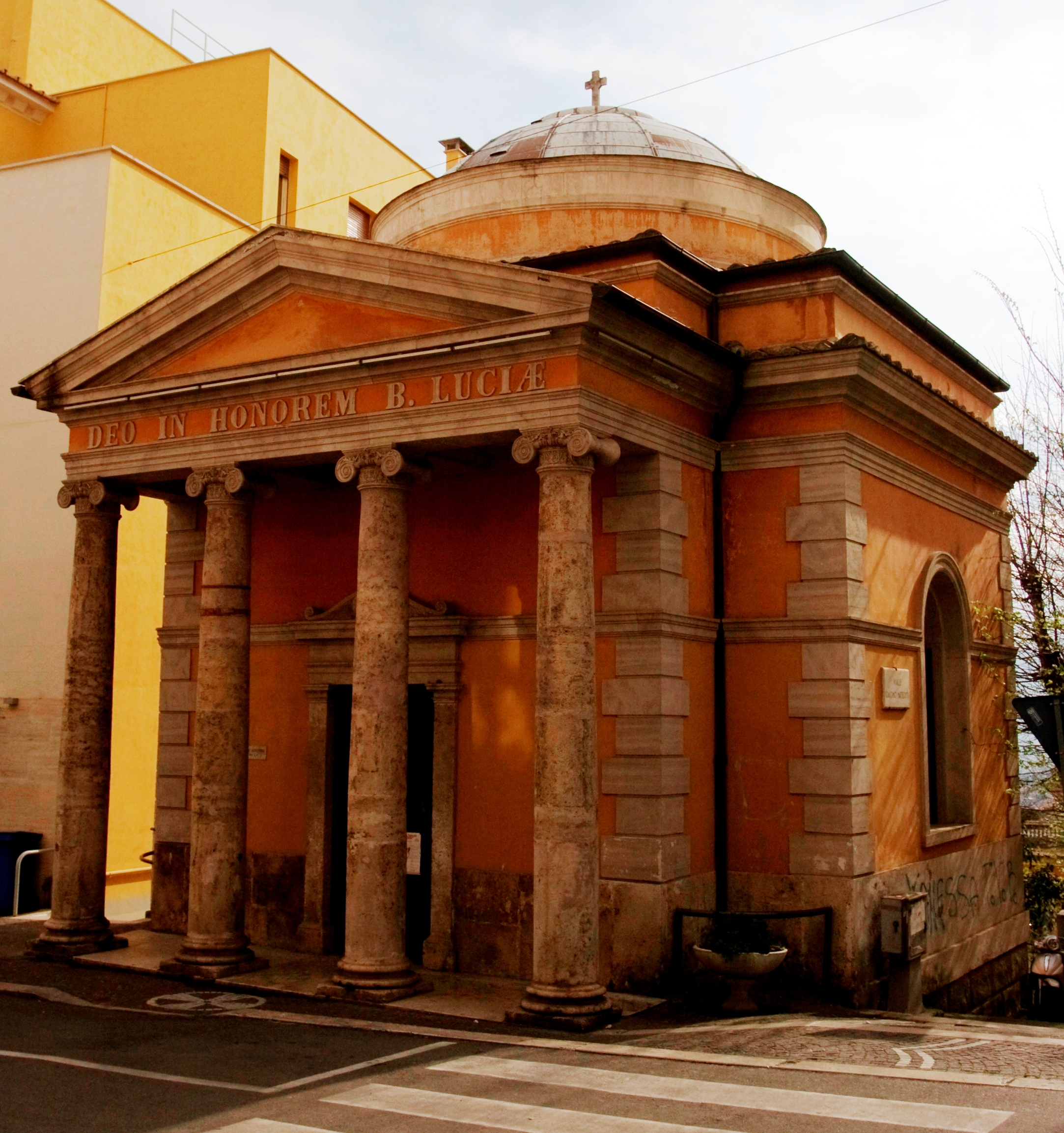
Chiesa di Santa Lucia

#### Chiesa di Santa Lucia
Una chiesa con questo nome venne edificata nel XVI secolo per volere del vescovo Ennio Filonardi, per la sepoltura dei condannati a morte, nel luogo dove poi sarebbe sorto il palazzo della Banca d'Italia. Nel 1840 fu ricostruita sull'attuale Corso della Repubblica in forme neoclassiche. Caduta in miseria alla fine dell'Ottocento, sopravvisse ai bombardamenti del 1943, unico edificio superstite nella parte alta del Corso.

#### Chiesa di Santa Maria delle Grazie o di San Gerardo
La chiesa di Santa Maria delle Grazie fu eretta nel corso del XVIII secolo per volere dei vescovi di Veroli De Zaulis e De Tartagnis nel luogo dove si trovava una piccola omonima cona e la chiesa di San Lorenzo. La chiesa, a navata unica, presenta varie cappelle laterali e un prezioso affresco del XIV secolo, posto dietro l'altare centrale, raffigurante la Madonna che allatta il Bambino, tipica immagine di devozione popolare nonché unico frammento dell'antico edificio di San Lorenzo.
Nel giugno del 1776 la custodia della chiesa fu affidata ai padri redentoristi e al culto della Madonna delle Grazie venne associata la devozione per San Gerardo Maiella. La festa del santo, l'ultima domenica di settembre, richiama ogni anno migliaia di fedeli.
San Clemente Maria Hofbauer visse per un certo tempo nell'annessa casa religiosa fondata da Sant'Alfonso e in questa chiesa celebrò la sua prima Santa Messa. È ancora oggi officiata dai padri redentoristi che hanno in questo santuario una loro casa.

#### Chiesetta di San Liberatore
Piccolo edificio rurale situato a circa un chilometro dalla città, custodisce un affresco raffigurante la Madonna con il Bambin Gesù affiancato da sant'Antonio e san Liberatore; un altorilievo ritraente il volto di quest'ultimo santo poggia inoltre sull'architrave del portale principale. La tradizione vuole che il popolo frusinate vi si rechi in pellegrinaggio nel lunedì di Pentecoste.

### Architetture civili

#### Palazzo del Governo

Il Palazzo del Governo come appariva prima della seconda guerra mondiale

Posto nel luogo dove sorgeva la rocca medievale di Frosinone, il palazzo attualmente sede della prefettura di Frosinone venne edificato a partire dal 1825 come sede della Delegazione apostolica di Frosinone su progetto dell'architetto Mazzarini e i lavori, eseguiti dall'architetto Antonio Sarti, terminarono nel 1840. Della rocca mantenne il portale, il cui disegno era attribuito dalla tradizione orale al Michelangelo.
L'edificio rimase danneggiato dal terremoto della Marsica del 1915, da un incendio nel 1927 e soprattutto dai bombardamenti della seconda guerra mondiale. Nel dopoguerra acquisì l'aspetto attuale, mantenendo essenzialmente la struttura complessiva, con quattro piani e una loggia centrale all'altezza del piano nobile sostenuta da sei colonne doriche, ma privato della torretta dell'orologio che lo coronava.
Al suo interno sono presenti arredi provenienti dalla reggia di Caserta.

#### Palazzo della Provincia

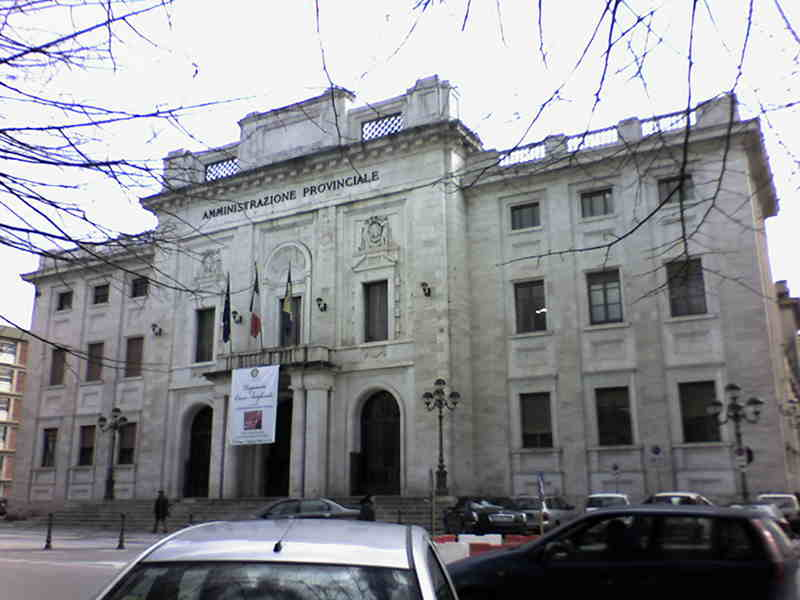
Il Palazzo della provincia

Il palazzo, sede dell'amministrazione provinciale di Frosinone, è stato realizzato tra il 1930 e il 1933 in stile neoclassico – ma con struttura in cemento armato – su progetto dell'architetto Giovanni Jacobucci. Secondo le intenzioni l'inaugurazione del Palazzo sarebbe dovuta avvenire il 28 ottobre del 1932, in occasione del decennale della marcia su Roma, ma i lavori furono ultimati l'anno dopo.
Nell'atrio del palazzo è collocata la statua bronzea della Danzatrice: quest'opera del primo Novecento di Amleto Cataldi - scultore originario di Roccasecca e Castrocielo la cui produzione si sviluppò principalmente a Roma - è stata riportata in Italia dagli Stati Uniti, dove si trovava dagli anni venti, nel 2010; Auguste Rodin ebbe modo di ammirare la scultura in un'esposizione a Parigi e ne sottolineò «la ritmica armonia e il silenzio attivo».
Dall'atrio, una scala monumentale conduce ai piani superiori e al salone di rappresentanza. Nel palazzo sono conservate anche opere d'arte di Umberto Mastroianni, di Renato Guttuso, del Cavalier d'Arpino, di Aldo Turchiaro, di Gian Carlo Riccardi e Giovanni Colacicchi. In questo palazzo, in occasione del centenario di James Joyce, si è tenuta la prima celebrazione italiana del Bloomsday, patrocinata dall’ambasciata d’Irlanda. La manifestazione si svolse a Frosinone il 16 giugno del 1982 e fu diretta dall’artista Gian Carlo Riccardi. Al Joyce Day parteciparono lo scrittore Enzo Siciliano nel ruolo di James Joyce e la spogliarellista Dodò D’Amburgo nelle vesti di Molly Bloom.

#### Palazzo Pietro Tiravanti

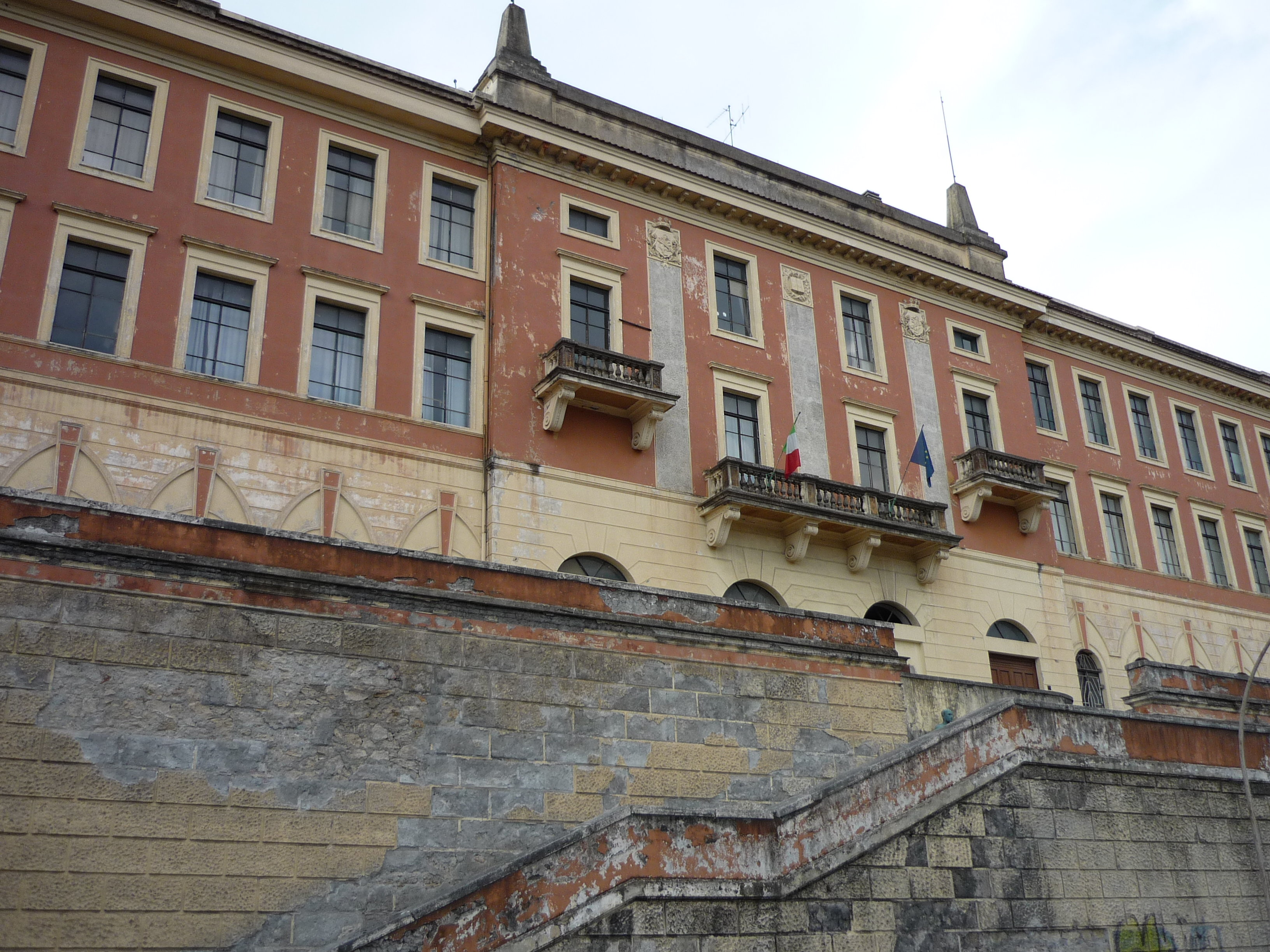
Uno scorcio del Tiravanti

Questo imponente edificio fu realizzato come sede delle scuole elementari, su progetto dell'ingegner Edgardo Vivoli, «sullo sperone verdeggiante del colle Belvedere in vista della ridente pianura» e fu dedicato alla Medaglia d'oro Pietro Tiravanti, caduto in Libia nel corso della prima guerra mondiale. Di architettura classica, è stato uno dei primi palazzi in Italia di queste dimensioni ad essere costruito in cemento armato antisismico; l'opera, pensata fin dal 1871, fu resa possibile grazie ai finanziamenti giunti a seguito del terremoto della Marsica del 1915: iniziata a gennaio 1925, vide la sua ultimazione il 15 giugno 1929.
Il palazzo si sviluppa su 4 piani negli avancorpi laterali e 3 piani nella parte centrale, con 52 vani, 14 corridoi e 2 vani scala; per le sue dimensioni, che lo rendono inconfondibile nel panorama cittadino, il Tiravanti è noto in città anche come l'"Edificio".
Un progetto di recupero conservativo del palazzo, voluto dall'amministrazione comunale, è stato finanziato dalla Fondazione Monte dei Paschi di Siena. Il 6 dicembre 2014 è diventato sede dell'Accademia di belle arti di Frosinone, a seguito di un restauro finanziato dalla Banca Popolare del Cassinate. Il 1º marzo 2015 vi apre all'interno il Maca, il Museo di Arte Contemporanea dell'Accademia di Belle Arti.

#### Grattacielo L'Edera

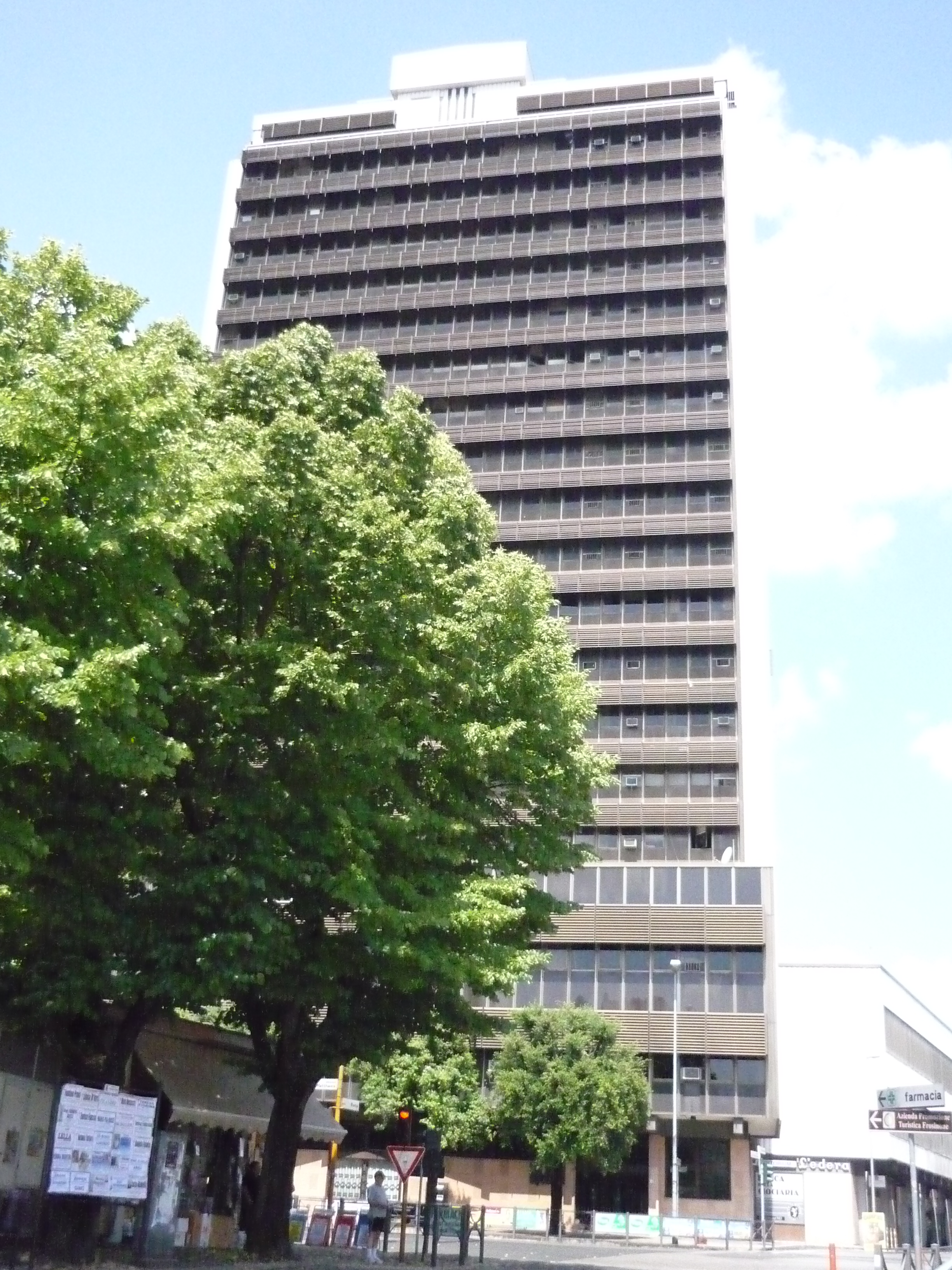
Il Grattacielo L'Edera.

Realizzato in circa due anni e inaugurato il 18 maggio 1968, sotto la spinta dell'espansione economica ed urbanistica, il grattacielo Edera rappresentò allora non soltanto un importante esempio di iniziativa imprenditoriale privata, ma anche, al di fuori di Roma, un'avanguardia dell'edilizia di tutta l'Italia centro-meridionale. Il progetto dei 21 piani dell'edificio vide la collaborazione di più professionisti: l'ingegner Adriano Cerasi, l'architetto Franco Santori e per i calcoli relativi alla struttura in cemento armato ci si avvalse di un nome celebre, l'ingegner Riccardo Morandi. Direttore dei lavori fu l'ingegner Guido Valchera. Il grattacielo è alto 90 metri dalle fondazioni e 81 dal piano stradale ed è uno dei più alti del Lazio.

#### Palazzo Munari
Costruito a partire dal 1854 sul sito dell'antica chiesa di Santa Lucia, il palazzo, che fino alla chiusura, il 10 ottobre 2008, ha ospitato gli uffici della Banca d'Italia, fu fino alla seconda guerra mondiale la caserma dei reali carabinieri. In precedenza era stato anche sede dei gendarmi pontifici. Gravemente danneggiato dai bombardamenti, fu riedificato dopo il secondo conflitto mondiale. Dal 2021 ospita gli uffici e il consiglio comunale cittadino.

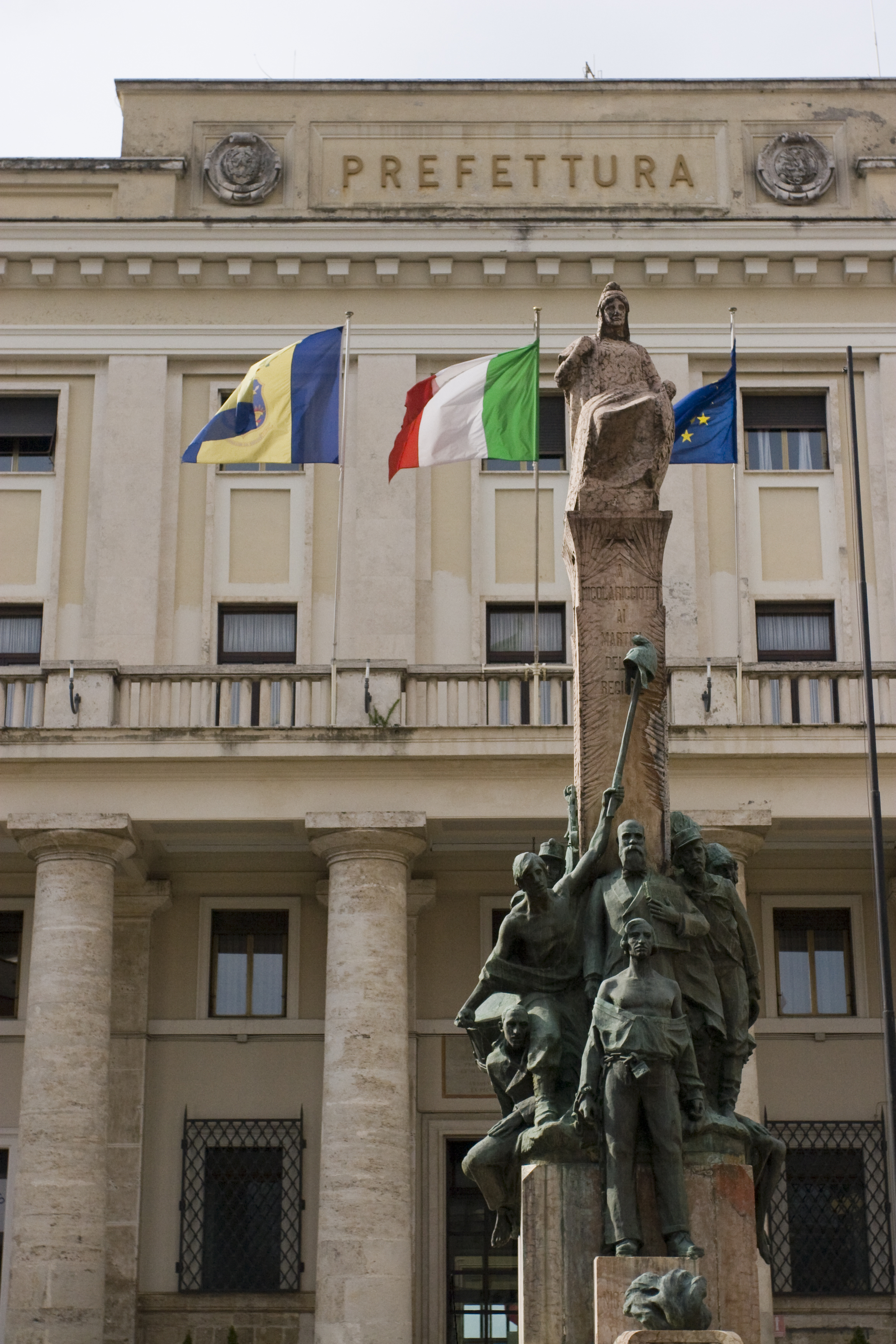
Monumento a Nicola Ricciotti

#### Monumento a Nicola Ricciotti
In Piazza della Libertà, davanti al Palazzo del Governo, si trova il monumento dedicato a Nicola Ricciotti, patriota frusinate morto nel 1844 in Calabria insieme ai fratelli Bandiera, e «ai martiri della regione» (così recita l'iscrizione posta sul monumento) del libero pensiero e del Risorgimento. L'opera in bronzo, realizzata dal celebre scultore Ernesto Biondi, originario della vicina Morolo, fu inaugurata nel 1910 e oltre a Ricciotti raffigura fra gli altri Pietro Sterbini, Luigi Angeloni, Francesco Arquati, Sisto Vinciguerra e Aonio Paleario.

#### Monumento ai Caduti
Il Monumento ai Caduti di tutte le guerre di Frosinone è un'opera in acciaio dello scultore Umberto Mastroianni, che lo ideò nel 1970. Il monumento si trova nel Piazzale della Pace, dove fu collocato nel 1977. Recentemente alcune associazioni culturali e diversi cittadini chiedono che il monumento sia trasferito in un luogo più idoneo all'importanze del monumento, che versa in condizioni di degrado e abbandono.

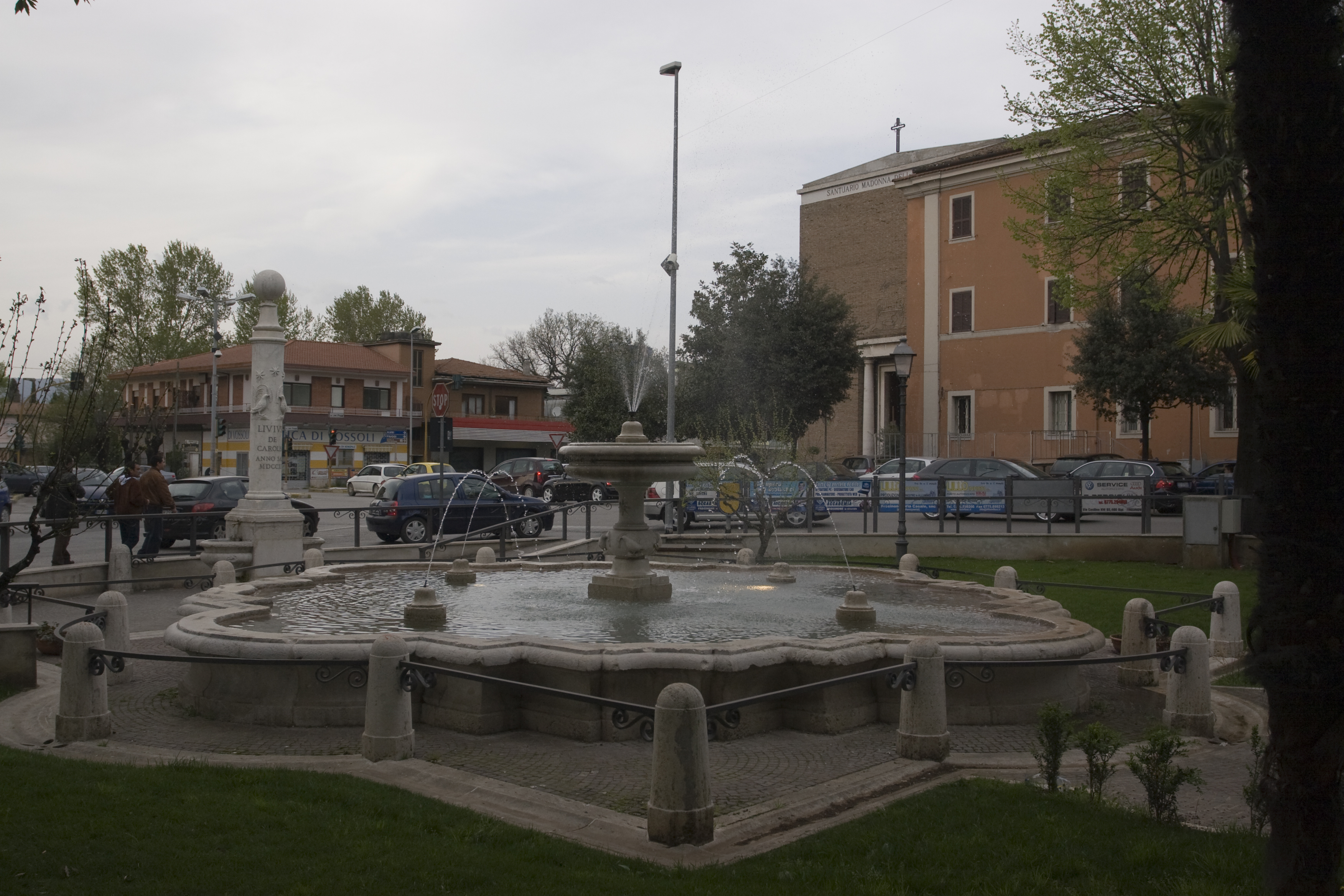
La Fontana Livio de Carolis in Piazza della Madonna della Neve

#### Fontana Livio de Carolis
Nella piazza della Madonna della Neve è collocata la fontana realizzata dall'architetto Alessandro Specchi nel 1711, per volere del marchese Livio de Carolis, Generale delle Poste pontificie.
La fontana presenta alcune analogie con una precedente opera dello Specchi, la fontana Clementina nello scomparso porto di Ripetta a Roma. È costituita da una vasca con bacino quadrilobato. Ai lati della vasca sono erette due colonne sormontate da sfere marmoree.

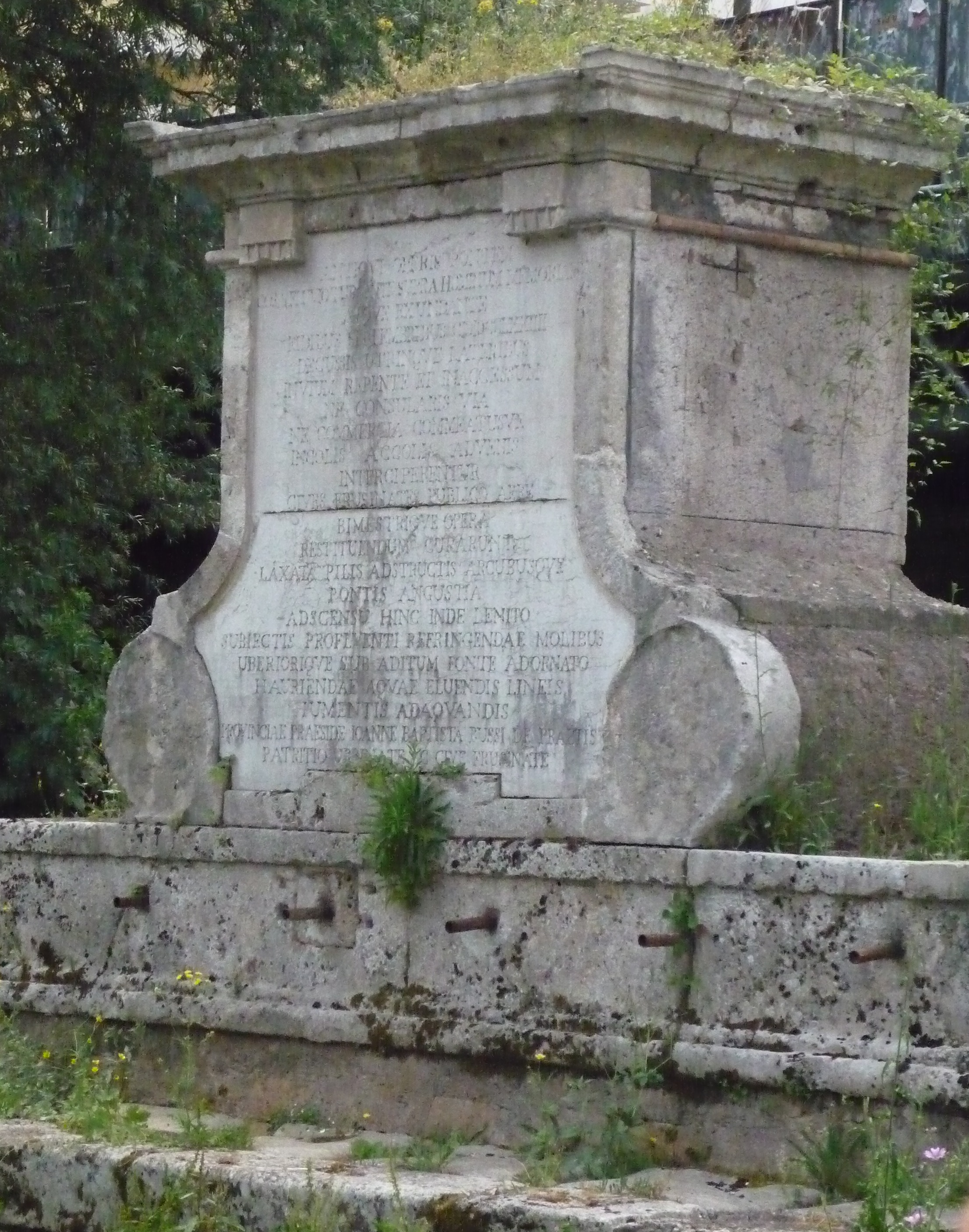
Fontana Bussi

#### Fontana Bussi e Ponte della Fontana
Il sito si trova sotto il viadotto di Viale Roma non distante dal sito dell'anfiteatro romano ma sulla sponda opposta del fiume. Secondo vari studiosi locali, la fontana aveva origini molto remote e la sua collocazione originaria è certamente molto antica tanto da essere ritenuta tra le costruzioni più antiche della città, anche se dell'opera originaria non è rimasto nulla e la fontana attuale, nota come Fontana Bussi, dal nome del governatore dell'epoca Giovanni Battista Bussi de Pretis, è un'opera del 1774.
La prova dell'esistenza di un'antica fontana è però data dal ritrovamento di un cippo lapideo che riporta un'iscrizione parziale, composta su tre righe, rinvenuto durante alcuni lavori di scavo. L'incisione sulla vecchia pietra, sprofondata nel terreno, risulta volutamente cancellata a colpi di scalpello e solo alcuni frammenti sono rimasti leggibili, avvolgendo nel mistero l'antica opera. La datazione storiografica del cippo fa ritenere che il fontanile è da collocarsi nel periodo di Gaio Mario, tra il 104 e nel 101 a.C. È stata anche avanzata l'ipotesi che la scritta sull'antica pietra potrebbe essere stata cancellata volutamente dai cittadini frusinati perché in contrasto con il dominio romano nel corso di alcuni momenti storici.
Il ponte adiacente alla fontana e pertanto noto come "Ponte della Fontana" venne costruito nel 1665 sulla parte di struttura rimanente di un più antico ponte romano che forniva l'attraversamento del fiume Cosa all'antica via Latina (antica via romana che collegava il Lazio alla Campania, oggi via Casilina). Il ponte fu distrutto da una piena nel settembre 1773, per essere ricostruito l'anno seguente dai cittadini frusinati, assieme alla Fontana Bussi oggi presente, come è testimoniato dall'epigrafe commemorativa murata sul fronte dello stesso fontanile.

#### Monumento al tenente Simm
Inaugurato il 31 maggio 2009, in corrispondente del 65º anniversario della Liberazione, si tratta di un cippo commemorativo a ricordo del tenente Everett M. Simm, del Royal Edmonton Regiment, primo militare delle forze alleate, canadese, morto nella liberazione della città di Frosinone dall'occupazione Nazista. Il cippo è stato eretto in Corso delle Repubblica, all'altezza della “curva Zallocco”, proprio nel luogo dove Simm venne ucciso da un cecchino tedesco e dove venne seppellito, nel giardino antistante il cinema Excelsior. Alla cerimonia d'inaugurazione hanno preso parte anche sei reduci dell'esercito canadese arrivati in città a bordo di due jeep, provenienti da viale Napoli, proprio come accaduto sessantacinque anni prima.

#### Monumento a Umberto I
Opera di Giovanni Nicolini, non fu mai inaugurato. Commissionato dall'amministrazione locale all'indomani dell'attentato a Re Umberto I, fu posizionata in Piazza Risorgimento, nei pressi delle ex Carceri nel 1907. L’opera è composta da tre pannelli in ferro aperti sulla facciata e dipinti internamente da sgocciolature di vernice variopinte.

#### La stanza dei miracoli

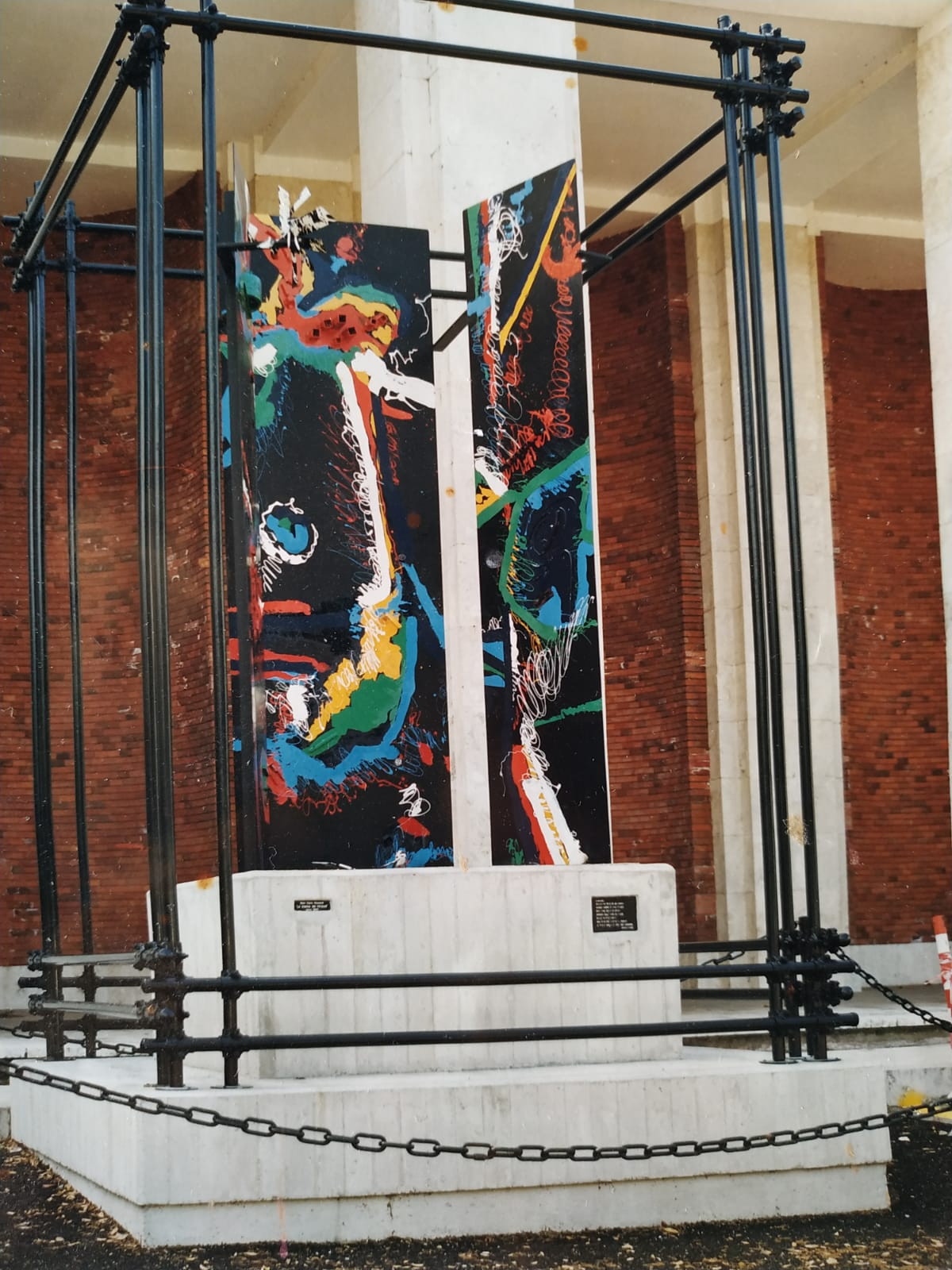
Gian Carlo Riccardi, La stanza dei miracoli, 1996, Frosinone.

La scultura La stanza dei miracoli è stata realizzata dall'artista Gian Carlo Riccardi nel 1996 e posizionata inizialmente in piazza Vittorio Veneto di Frosinone. L’opera è composta da tre pannelli in ferro aperti sulla facciata e dipinti internamente da sgocciolature variopinte. Dei tubolari metallici circondano la struttura, mentre in alto è posizionato un uccello di metallo. L’opera, inizialmente concepita per una visione frontale e posizionata di fronte al Palazzo della Prefettura di Frosinone, è stata dislocata nel 2012 per essere posizionata nel 2014 vicino la Villa comunale della città.
La rimozione dell'opera ed il suo cattivo stato di conservazione sono state causa di corrosione dell’apparato pittorico e formazione di ruggine sulle pareti e sulle travi di ferro.

### Siti archeologici

#### Anfiteatro romano
Le rovine di un anfiteatro romano, edificato tra la fine del I secolo e l'inizio del II secolo, sono ai piedi del colle su cui oggi sorge il centro storico della città, nei pressi del fiume Cosa. L'ipotesi che a Frosinone vi fosse un anfiteatro, era stata formulata nei primi anni dell'Ottocento da Giuseppe De Matthaeis, il quale in un suo saggio storico dedicato alla città cita alcuni documenti medievali nei quali compaiono espressioni come "juxta amphitheatrum Frusinonis" e "cum amphitheatrum", ma il sito esatto fu individuato solamente nel 1965, nel corso dei cantieri di scavo per la costruzione di alcune palazzine, che alla fine vi vennero comunque costruite sopra. La parte del monumento romano lasciata in vista tra i pilastri della soprastante palazzina è oggi visitabile.
Un plastico ricostruttivo del monumento è invece esposto nel Museo Archeologico di Frosinone.

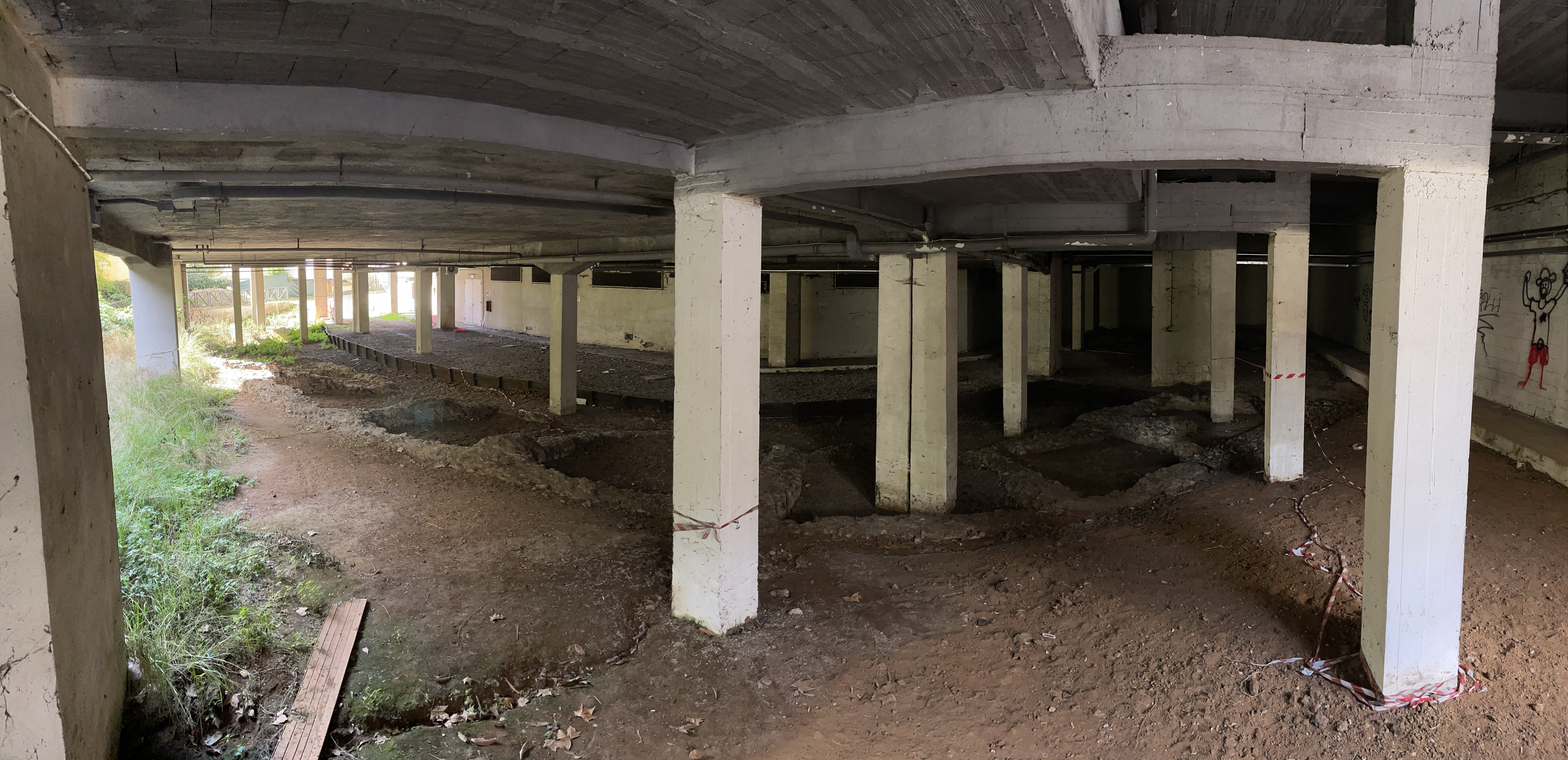
l'anfiteatro romano di Frosinone

L'edificio, a pianta ellittica, presentava alle estremità del suo asse maggiore di circa 80 m gli ingressi principali all'arena che si presume dovesse avere unico ordine di gradinate, arrivando a contenere circa 2000 spettatori. Nelle adiacenze di questo sito archeologico è possibile visitare la località Ponte della fontana in cui si possono ammirare l'antico ponte e il fontanile dai quali deriva il nome dell'area. Accanto all'antico ponte della fontana si trova un ponte più moderno inaugurato nel 1870, che ancora oggi da viabilità a una delle principali strade che portano alla parte alta della città.

#### Terme romane a De Matthaeis
Nel 2007 alcuni scavi nei pressi di piazza De Matthaeis, hanno portato alla luce un vasto settore di un impianto termale databile tra la fine del III e l'inizio del IV secolo d.C., prospiciente l'antico tracciato della Via Latina. Dalle indagini archeologiche, sono emerse anche alcune strutture murarie, mosaici e suppellettili che fanno ritenere un'occupazione dell'area fra il III ed il I secolo a.C., con almeno una struttura abitativa di tipo rustico ed altre di non chiara definizione.
Attualmente sono state ricoperte a scopo conservativo, trovandosi in un cantiere dove dovrebbero essere costruite 3 palazzine private, con parere positivo di comune e della Soprintendenza.

#### Tomba Sant'Angelo

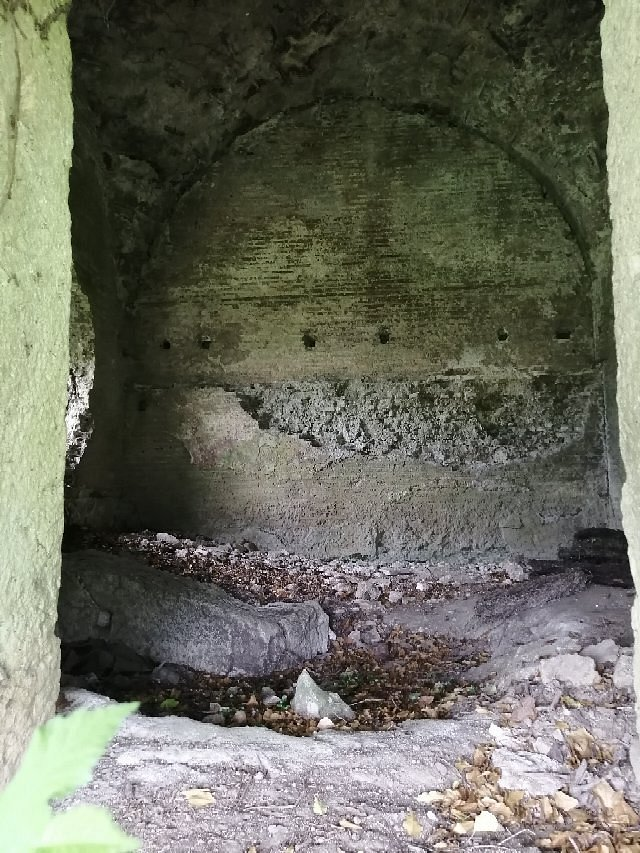
Interno della Tomba Sant'Angelo

La cosiddetta Tomba Sant'Angelo è un monumento funerario del II secolo che si trova in località Sant'Angelo, a nord-est del centro cittadino. A pianta quasi quadrata (5,20 x 4,75 m), è costruita in opera laterizia ed è coperta da una volta a crociera. L'accesso alla tomba, è situato sul lato sud e conserva ancora la soglia, e l'architrave in blocchi di calcare compatto. Nella facciata, al di sopra dell'ingresso, si aprono due strette finestre, tra le quali doveva situarsi l'iscrizione con il nome del defunto o dei defunti sepolti nella tomba. All'interno, gli intonaci con tracce di pitture sono in parte di epoca medievale, quando il monumento fu riutilizzato come luogo di culto. La tomba Sant'Angelo rientra nella serie dei sepolcri romani cosiddetti “a camera” o “a celle”, tipo di costruzione si diffonde a partire dal II secolo d.C.

#### Terme romane sul fiume Cosa

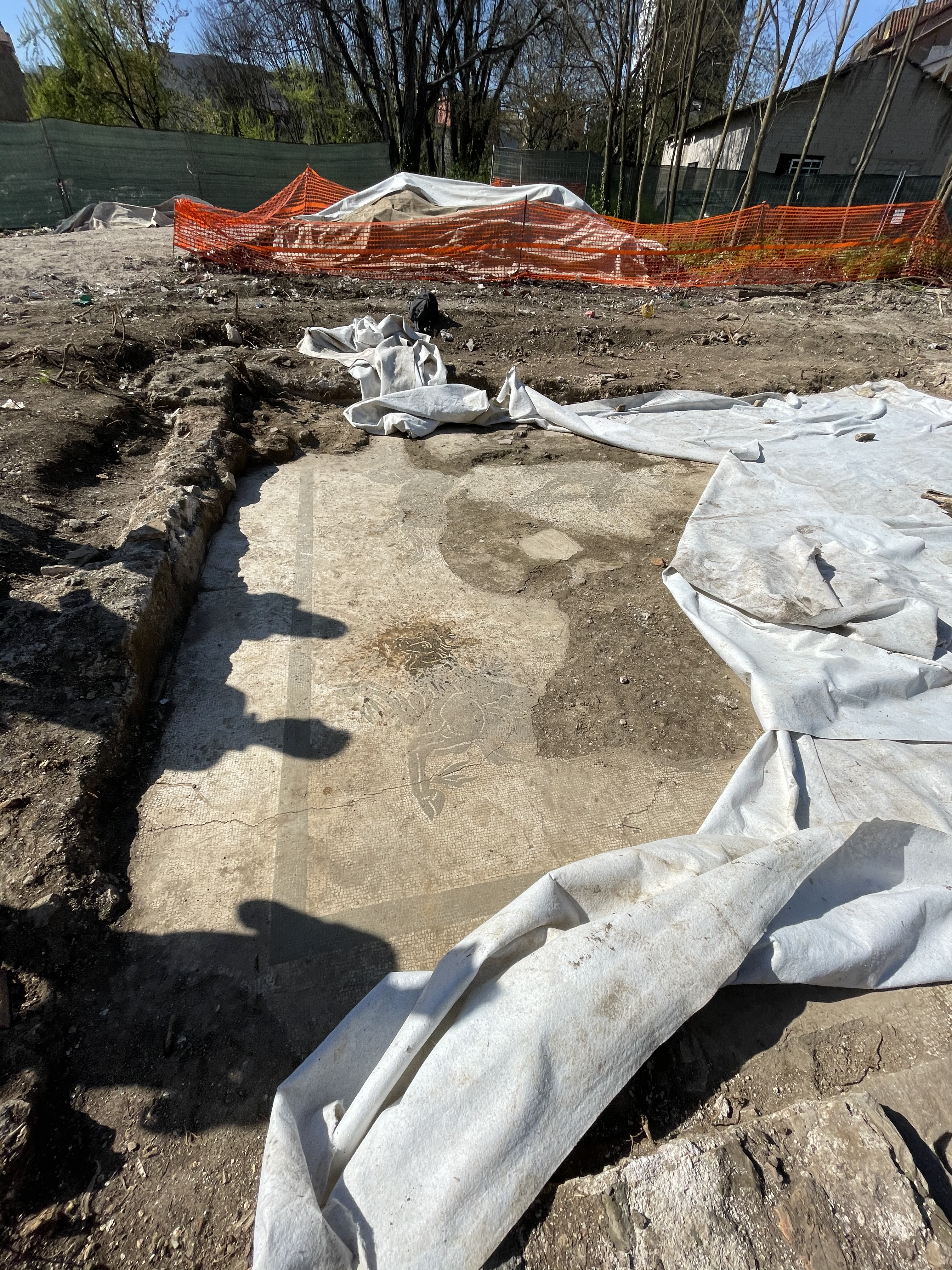
Le terme romane sul fiume Cosa e alcuni mosaici

Ad Aprile 2021 vengono rinvenuti, dopo alcuni scavi di sopralluogo per la ricostruzione di tubature fognarie, degli ambienti termali risalenti al II-III secolo d.C. Sono composte da mosaici raffiguranti mostri marini e Tritone, che mostrano analogie stilistiche con le vicine terme di Supino. La manifattura molto più raffinata rispetto alle terme di De Matthaeis ha fatto pensare come probabilmente fossero destinate ad un uso privato, rispetto a queste ultime di sicuro uso pubblico.
Nonostante siano rimaste in un buono stato di conservazione, mostrano danneggiamenti dovuti ad un riciclo sia della struttura che dei materiali iniziato già nel IV secolo d.C. e anche alla continua erosione del letto del fiume Cosa, in cui le terme vi sono affacciate, che ha provocato la perdita di un ambiente.

### Parchi e spazi aperti
Nell'area urbana di Frosinone sono presenti all'incirca quattromila alberi: le specie maggiormente presenti sono le varietà di tiglio e il platano comune; di particolare pregio sono gli esemplari di platano di viale Roma.

#### Villa Comunale

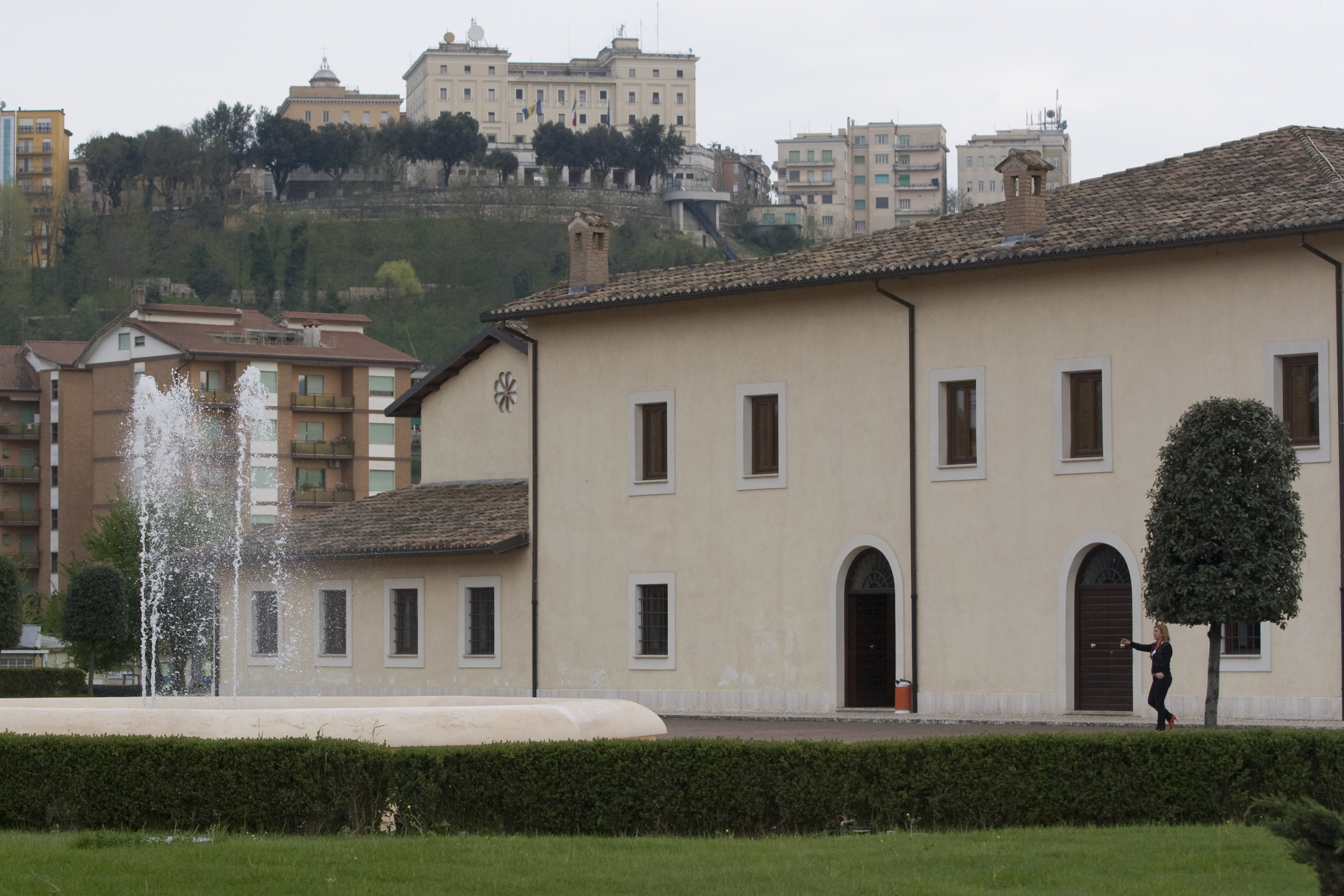
La Villa Comunale di Frosinone

Nella parte bassa della città, la Villa Comunale "Contessa De Matthaeis" inaugurata nel 2002 dopo un accurato restauro è il parco cittadino di maggiore estensione. L'entrata al parco è caratterizzata da una tipica sistemazione a giardino all'italiana, composta da lunghe siepi e da alberi appartenenti a varie specie, organizzati in aiuole circolari. Sul retro della villa comunale si sviluppa un ampio prato che fa da sfondo all'intera area. Una parte rilevante del parco è stata sistemata a bosco misto composto da querce, aceri e carpini, dove è possibile svolgere attività sportive. Una delle sale espositive presenti all'interno della Villa Comunale è dedicata all'artista Gian Carlo Riccardi.

#### Parco delle Colline

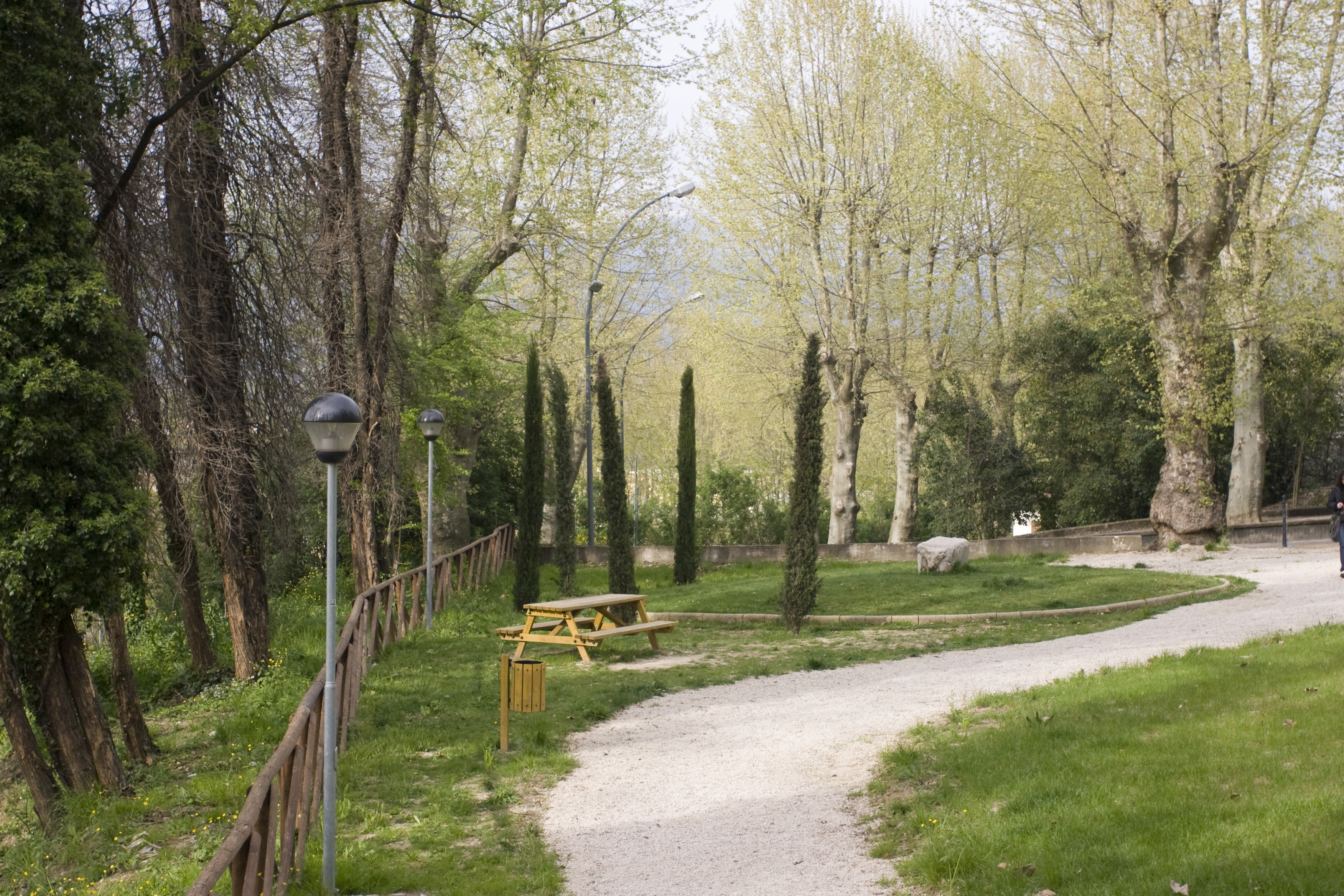
Uno scorcio del Parco delle Colline

Inaugurato nel 2007 e sviluppato in un'area collinare, Il Parco delle Colline ha un'estensione terrazzata di circa 1 ettaro. All'interno vi è un'area archeologica e uno spazio per bambini.
In passato nella zona venivano svolte da parte degli artigiani del luogo attività di produzioni di funi e per questo l'area veniva chiamata “dei funari”. È stato pertanto realizzato un camminamento che riproduce l'antico sentiero percorso dai costruttori dei funi e denominato “Sentiero dei Funari”. All'interno del parco è situata la statua della Madonna del Rosario, realizzata dallo scultore anagnino Tommaso Gismondi. Tutti gli interventi effettuati, hanno pienamente rispettato le prescrizioni previste dal decreto del 17 luglio 1998 del Ministero per i Beni Culturali e Ambientali; sono stati infatti eseguiti con tecniche agronomiche e di ingegneria naturalistica mentre i materiali utilizzati hanno riguardato l'utilizzo di materiali cosiddetti vivi come: talee, arbusti, alberi, e materiali organici inerti (brecciolini, pali, tela). Il patrimonio arboreo è costituito da circa 1.500 soggetti fra piante annuali, perenni, arbusti e alberi.

#### Parco dei Nonni
Il Parco dei Nonni, realizzato nel 2010, copre un'area di circa duemila m² sita in via Portogallo (quartiere di Selvapiana). Il nome del parco fa riferimento alla presenza di attrezzature per attività ginniche per gli anziani, ai quali l'area verde, tra le prime in Italia, è in particolare rivolta; il parco è pensato comunque per essere fruibile da tutte le fasce d'età e dispone tra l'altro di un'area didattica, situata al confine con la vicina scuola materna, pensata per introdurre i bambini alla conoscenza delle piante.

#### Giardino dei Cinque sensi
Il Giardino dei Cinque sensi di Corso Lazio è stato realizzato nell'ambito della riqualificazione della zona residenziale di Colle Timio ed è stato inaugurato nel 2011. L'idea alla base del progetto del giardino è, come suggerito dal nome, quella di uno spazio in continua evoluzione che stimoli tutti i cinque sensi e inviti alla socializzazione: il visitatore percorrendo il giardino scopre, una per volta, cinque aree dedicate ognuna ad un senso diverso.
Ormai il giardino è chiuso,e dato in gestione alla società che ha il campo sportivo di fianco.

#### Laghetto di Maniano
Situato nella frazione di Maniano, questo laghetto nell'antichità era di proprietà del vescovo di Veroli, Giovanni, che il 9 giugno 959 concesse la tenuta del lago in enfiteusi al console e duca di Campagna, Loffredo.
In un documento della Delegazione Apostolica di Frosinone risalente al 1854 viene riportato un permesso di pesca nel laghetto di S.Angelo in contrada Maniano. Il lago, oggi in condizioni di degrado, era utilizzato in passato daii contadini per lavare la "ramiccia", la gramigna che avevano vangato via dai campi, per liberarla dalla terra e darla da mangiare come foraggio agli animali.
Il lago, nel passato, era fonte di ricchezza per la popolazione, utilizzato per la pesca, per innaffiare i campi, per lavare i panni e per farsi il bagno.

#### Le Fontanelle
Nella zona detta delle Fontanelle è stata decisa dall'amministrazione comunale la realizzazione di un parco pubblico, per la quale è stato indetto il bando per la gara d'appalto. L'area così identificata è situata a ridosso delle Vie Mola Vecchia e Ciamarra, nella parte bassa della città e si estende per oltre due ettari, da poco oltre lo Stadio Comunale situato lungo Via Mola Vecchia, fino al confine con il fiume Cosa e con il Fosso Rio lungo Via Ciamarra. I terreni per circa 18000 m² sono tutti di proprietà comunale, oltre 8000 m² situati a lato e a monte dell'antico fontanile che dà nome ai luoghi; altri 10000 m² sono situati, spalle al fiume, tra Via Mola Vecchia e Via Ciamarra ed il corso del fiume stesso; altri ancora, lungo la Via Ciamarra tra le Fontanelle e la chiesetta della Madonnina della Quercia.
L'amministrazione comunale di Frosinone acquistò i 10000 m² di terreno di cui sopra nel 1997 con l'obiettivo di riqualificare l'intera area sia dal punto di vista urbanistico che ambientale.
Si rilevò infatti che l'accesso sia alla parte bassa della città (Viale Mazzini e Via Aldo Moro) che a quella alta (Via Firenze), cioè ai tanti uffici ed istituzioni e strutture pubbliche presenti, non poteva più rimanere quello attuale caratterizzato da un incrocio angusto e sezioni stradali inadeguate e pericolose sia per la circolazione veicolare che pedonale, in quanto prive anche di marciapiede. La riqualificazione doveva riguardare anche l'ambiente circostante, al momento fortemente degradato, ma potenzialmente di pregio perché situato lungo il fiume Cosa, attorno al fontanile, in un'area ricca di sorgenti, già destinata a verde pubblico dallo strumento urbanistico vigente. Negli atti deliberativi si evidenziò che «la realizzazione del Parco delle Fontanelle avrebbe costituito il volano per la futura realizzazione del Parco del Fiume Cosa». Sono stati portati a compimento l'allargamento dei ponti in Via Ciamarra, uno sul fiume Cosa ed un altro sul Fosso Rio che hanno contribuito a migliorare sensibilmente la circolazione veicolare in quei tratti, unitamente al parziale allargamento della Via Ciamarra nel tratto dalle Fontanelle al ponte sul fiume Cosa.
A distanza di anni, l'istituzione del parco delle Fontanelle resta un miraggio.

#### Lo Schioppo

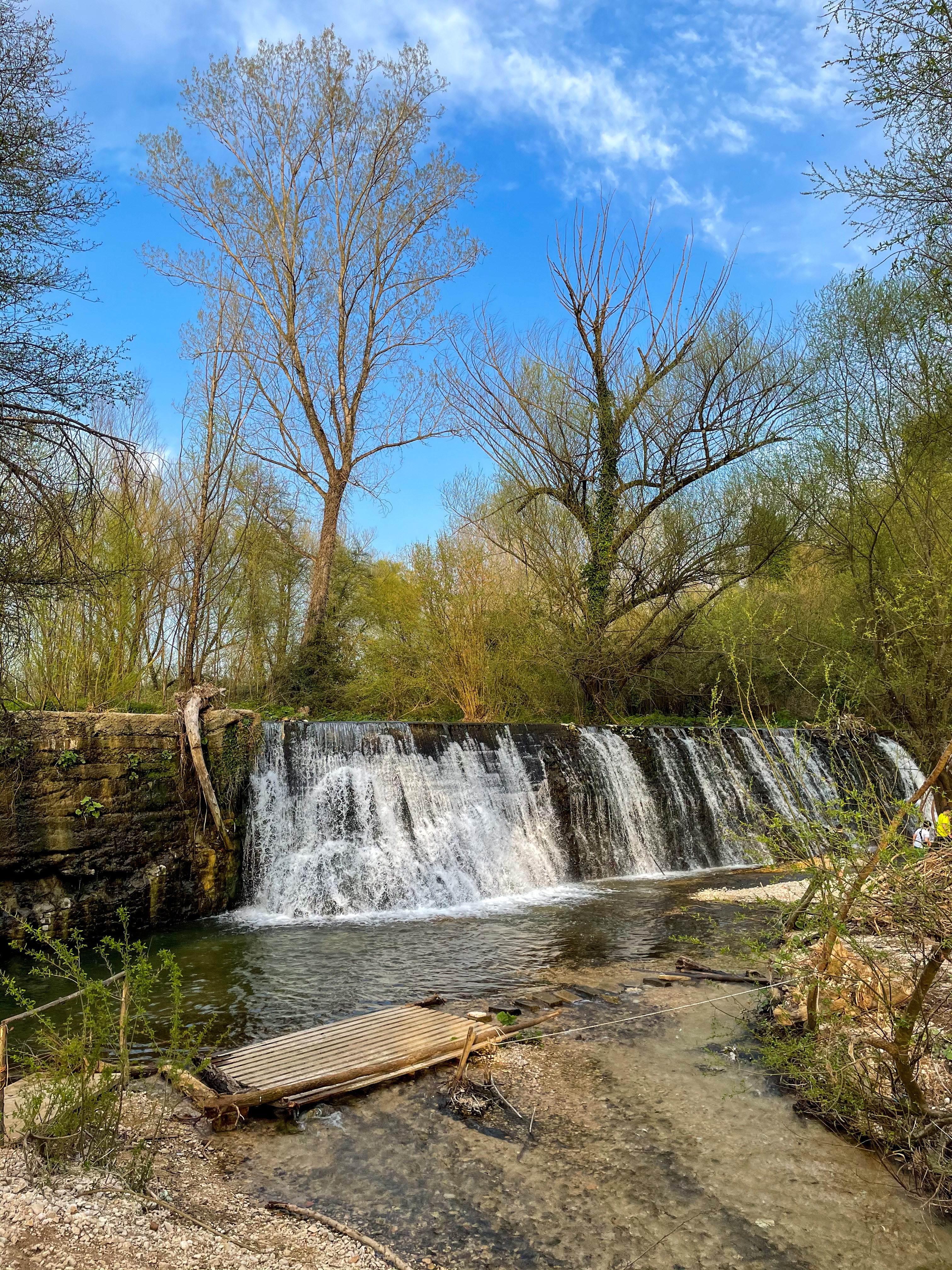
la cascata dello Schioppo

Nella zona di "Fontana Bussi" salendo per Via Mola Nuova, c'è l'accesso alla zona dello Schioppo, una diga sul fiume Cosa costruita nella metà del '700 per alimentare la "mola nuova", il mulino moderno costruito nelle sue vicinanze.
Parco della Fontana Tonica
In Via Fontana Unica vi è il piccolo parco della Fontana Tonica, che prende il nome da uno dei tanti fontanili dove le casalinghe andavano a lavare i panni. Posto in riva al Fiume Cosa, è un tranquillo angolo di verde dotate di panche da pic nic. Viene spesso usato per incontri a carattere sociale ed ecologico.
Parco Matusa
In concomitanza con l'apertura del nuovo Stadio Benito Stirpe, che sostituisce il vecchio Stadio Matusa, il 10 aprile 2016 è stato presentato presso l'Accademia delle Belle Arti di Frosinone il nuovo Parco Matusa, che prenderà il posto del vecchio stadio dopo la demolizione. Dall'estensione di circa un ettaro, prevederà percorsi di giochi, camminamenti, giardini, stanze tematiche, parcheggi con pavimenti drenanti e coperti di alberi integrati con il parco, oltre a luoghi di incontro, spazi per gli spettacoli, uno skate park e, ovviamente, un’area giochi destinata ai più piccoli e alle attività sportive. La Tribuna coperta del Matusa verrà utilizzata come tribuna per un teatro all'aperto per gli eventi estivi.

## Società

### Evoluzione demografica
Frosinone, quando divenne capoluogo di provincia nel 1927, contava circa 14 000 abitanti, i quali grazie all'espansione urbanistica del dopoguerra si sono andati a triplicare fino ad arrivare al picco massimo di 49 000 circa tra il 2002 e 2003. Dai primi anni duemiladieci  Frosinone è in costante perdita di residenti, dato da un numero di morti più alto rispetto ai nati che evidenziano il calo demografico italiano del ventunesimo secolo.
Abitanti censiti

### Etnie e minoranze straniere
Al 31 dicembre 2023 gli stranieri residenti nel comune erano 3472, ovvero l'8,02% della popolazione. Di seguito sono riportati i gruppi più consistenti:
- Albania 762
- Romania 620
- Nigeria 334
- Cina 293
- Marocco197
- Bangladesh 169
- Ucraina 141
- Egitto 124
- Pakistan 75
- Tunisia 51

In totale nel comune di Frosinone risultano presenti cittadini di 96 nazionalità diverse.

### Lingue e dialetti

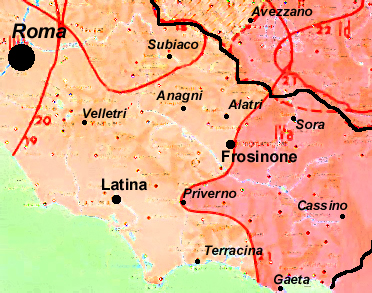
Situazione linguistica del Lazio meridionale: in rosa i dialetti mediani (romanesco, laziale centro-settentrionale, sabino), in magenta i dialetti meridionali (laziale meridionale, campano, abruzzese occidentale)

In città accanto alla lingua italiana resta vitale il dialetto frusinate, un dialetto laziale centro-settentrionale (impropriamente definito a livello popolare e dunque mediatico "ciociaro") caratterizzato dalla presenza dello scevà e di tratti metafonetici di tipo napoletano, tipici dei dialetti meridionali ma anche di molti centri del basso Lazio. Infatti, Frosinone si trova a ridosso della linea che separa i dialetti mediani dai dialetti meridionali.

### Tradizioni e folclore
Il Giardino (Glie Giardine, in dialetto) è una delle zone più antiche della città nonché il rione più noto di Frosinone, delimitato da Piazza Garibaldi e da viale Roma a nord e da via Ferrarelli a sud.
Il rione è così denominato poiché sorge su un antico colle chiamato colle Giardino per i numerosi frutteti e giardini che lo coprivano quasi totalmente. Il nome Giardino è già menzionato nelle cronache settecentesche e nel catasto gregoriano: comprendeva tutta la discesa di via Giordano Bruno, via la Forma (dietro piazza Garibaldi) fino al Mattatoio, dove successivamente venne costruita la strada oggi nota come "L'Alberata".
Questo rione popolare, che sembra quasi costituire una piccola realtà a sé stante, è il cuore di numerose manifestazioni, organizzate dall'associazione culturale "Rione Giardino", tra le quali la Festa della Radeca a Carnevale e le "Cantine Aperte" a giugno, quando migliaia di persone affollano il rione degustando vino e prodotti tipici, con canti e balli fino all'alba al ritmo di vari gruppi folkloristici.

#### Il Carnevale e la Festa della Radeca
- Carnevale frusinate, che si svolge nel centro storico ed in particolare nel rione Giardino. Il carnevale frusinate è caratterizzato dalla festa della Radeca, un ballo nel quale i partecipanti al ritmo di musica sventolano festosamente enormi foglie di agave (radeca in dialetto) che rimandano agli antichissimi riti di fertilità e del ciclo della vita. Sul finire del Settecento al significato originario dell'antica festa si sovrappose quello della ribellione e della cacciata delle truppe francesi che negli anni precedenti avevano occupato e saccheggiato la città.

### Istituzioni, enti e associazioni
Tribunale
Il Tribunale di Frosinone è situato in Via Fedele Calvosa, nella parte bassa della città, in una struttura moderna inaugurata nel luglio 2000, assieme ad altri uffici giudiziari, quali la Procura della Repubblica presso il Tribunale e l'Ufficio di Sorveglianza.
Inoltre, all'interno del palazzo sono presenti l'Ufficio Unico Notificazioni, Esecuzioni e Protesti (Ufficiali Giudiziari) e il Consiglio dell'Ordine degli Avvocati. Ha due sedi distaccate, ad Alatri e ad Anagni.
Archivio di Stato
L'Archivio di Stato di Frosinone è stato istituito con Decreto Ministeriale del 12 giugno 1956 e ha competenza su territori soggetti in passato allo Stato Pontificio e Regno di Napoli; la documentazione riflette dunque la diversità delle istituzioni trovando il suo naturale completamento nell'Archivio di Stato di Roma e in quelli di Napoli e Caserta. La parte più cospicua dell'Archivio è costituita dalla documentazione giudiziaria e notarile.
Nell'Archivio va segnalata la preziosa collezione dell'Archivio della Confraternita del Santo Spirito di Ferentino, fondata da Innocenzo III agli inizi del XIV secolo, che raccoglie oltre a documenti pergamenacei anche una serie di registri dei rendiconti degli amministratori della pia istituzione. Di rilievo anche la Collezione delle pergamene (secoli X – XVIII), provenienti principalmente da legature di protocolli notarili, all'interno della quale è possibile trovare esempi unici di notazione musicale, o di antiche scritture appartenenti al territorio, come la beneventana. Attualmente l'Archivio di Stato di Frosinone ha sede presso il Grattacielo Edera.
Carcere
Il carcere di Frosinone è situato nella periferia Nord della città. In passato, le carceri cittadine si trovavano nella zona del centro storico, a ridosso della chiesa di San Gerardo. Una celebre evasione dal vecchio carcere fu quella di Cesare Battisti nel 1981.
Ospedale
Nel dicembre 2010 è stato inaugurato il nuovo Ospedale civile "Fabrizio Spaziani", nella nuova struttura nei pressi dell'ASL di Frosinone, in Via Fabi che va a sostituire il vecchio ospedale Umberto I di Viale Mazzini. L'ospedale, costruito in cinque anni, è stato progettato con la tecnologia dell'isolamento della base, che garantisce la completa operatività della struttura in caso di eventi sismici. Si tratta del secondo ospedale in ordine di tempo costruito in Italia con tale tecnologia (il primo è il Gervasutta di Udine).
La struttura, composta da 8 piani, prevedeva 437 posti letto e la qualifica come DEA di II livello. L'ospedale ha una struttura di 200 000 metri cubi di volume, 45 000 metri quadrati di superficie coperta utile per le attività sanitarie, 4 dipartimenti, 14 unità operative complesse, 7 aree specialistiche di intervento per l'emergenza ed oltre venti sale di servizi di diagnostica per immagini e cure strumentali. L'ospedale è stato intitolato al medico frusinate Fabrizio Spaziani, medaglia d'oro al merito civile, deceduto sul monte Cristallo nell'agosto 2009 a bordo di un elicottero del servizio sanitario del 118, durante un tentativo di soccorso alpino.

### Qualità della vita
Frosinone, secondo i dossier stilati ogni anno da Legambiente, occupa da diversi anni gli ultimi posti nelle rispettive classifiche sulla qualità della vita e l'ecosistema urbano, soprattutto a causa di un elevatissimo inquinamento atmosferico. Nel 2008 la città si è aggiudicata il non edificante premio del "Cigno Nero" istituito da Legambiente in quanto, nel 2007, è risultata essere quella con il più alto numero di giornate fuorilegge per le polveri sottili PM10. Nel 2009 la città si è confermata la più inquinata del Lazio con ben 122 sforamenti della soglia per le polveri sottili, una cifra quasi doppia rispetto a quella di Roma. Per questo motivo sono stati effettuati già diversi studi e sono stati presi alcuni provvedimenti nel tentativo di migliorare la qualità dell'aria, a partire dall'istituzione di giornate ecologiche e delle targhe alterne che però hanno prodotto scarsi risultati. Nel 2011 lo scalo di Frosinone ha sfiorato quasi i 100 superamenti della soglia consentita per le polveri sottili, rispetto ai 35 consentiti dalle leggi europee. Nella classifica finale dell'Ecosistema Urbano 2011 Frosinone si è piazzata al 96º posto, nelle ultimissime posizione: si evidenzia soprattutto un valore elevatissimo delle PM10 con 46,5 microgrammi/m³, peggiore dato tra tutti i capoluoghi d'Italia, dopo Siracusa.
Stando alle statistiche fornite, Frosinone paga soprattutto la pessima qualità dell'aria e una cattiva gestione del trasporto urbano e della motorizzazione nonché la quasi totale assenza di piste ciclabili e di verde usufruibile, e la totale assenza di mobilità sostenibile. Inoltre risulta dall'inchiesta del 2011 anche un'elevata dispersione della rete idrica, col 39% di acqua che si disperde nella rete.
Per cercare di migliorare la mobilità in città e contrastare l'inquinamento è in corso di realizzazione una pista ciclabile presso la zona Selva Piana e in località Cavoni e altre sono previste con la futura sistemazione della strada statale Monte Lepini. Dal novembre 2012 è attivo il servizio di bike sharing con 5 stazione presenti in città.
Le voci più penalizzanti risultano:
- PM10-Media annua: 46,5  µg/m³ (contro una media nazionale di 32)
- Trasporto pubblico: 15 viaggi/anno abitante (contro una media di 50);
- Isole pedonali: 0,21 m²/abitante;
- Piste ciclabili: 3,38 metri/abitante (contro una media di 9);
- Motorizzazione: 73 auto ogni 100 abitanti (contro una media di 63);
- Indice di mobilità sostenibile (da 0 a 100): 0

Si registrano comunque alcuni segnali di miglioramento:
- La città è passata in tre anni da 2,2 m² di verde usufruibile per abitante a 12 m²/ab
- La raccolta differenziata, grazie al nuovo sistema di Raccolta differenziata porta a porta sperimentato nel centro storico e a partire dal 2010, estesosi ad altre zone della città, è passato in due anni dal 7% al 15,1%, comunque ancora al di sotto della media nazionale.
- Riguardo al solare fotovoltaico, Frosinone risulta al 5º posto in classifica con un ottimo 2,49 kW/1000 abitanti rispetto allo 0,57 della media nazionale.

Negli ultimi anni l'Amministrazione Comunale sta praticando una politica volta al favore del miglioramento dell'aria. Instaurazione di domeniche ecologiche col blocco del traffico, decentramento dei capolinea GEAF e COTRAL in periferia, realizzazione di nuove aree verdi, come il nuovo parco pubblico con teatro all'aperto che sorgerà al posto dello Stadio Matusa e l'installazione di rotatorie in sostituzione dei molti semafori cittadini.
Per quanto riguarda il PIL - pro Capite la città si piazza ai vertici d'Italia, al 13º.
Frosinone si piazza bene nella classifica nazionale (8º posto) per quanto riguarda l'Ecosistema Scolastico 2011. Oltre a garantire il servizio di scuolabus a tutti gli edifici, si caratterizza per la somministrazione nelle mense scolastiche di pasti interamente biologici e investe ben 93.000 euro in media per gli interventi di manutenzione straordinaria per singolo edificio.

## Cultura

### Teatri
- Teatro Multisala Nestor: sito in Viale Mazzini, fu realizzato tra l'inizio del 1957 e la fine del 1960, su progetto di Nestore Evangelisti. La sala grande, che ospita le rappresentazioni teatrali, ha una capienza superiore ai 1.000 posti a sedere, mentre le sei sale più piccole, adibite a proiezione cinematografica, hanno una capienza media di 150 posti l'una.
- Teatro delle Vittorie: costruito nella spelonca di un vecchio “montano” sottostante a un agglomerato di vecchie casupole nella zona denominata San Simeone, prese il nome di “Cinema Teatro Vittoria”, in onore della vittoria della prima guerra mondiale, poi trasformato in "delle Vittorie" a seguito dei successi nelle guerre coloniali del regime fascista. Composta da un'unica sala da 350 posti, viene utilizzato per le rappresentative locali. Si trova in piazza Valchera, nel centro storico.

### Biblioteche
- Biblioteca Comunale "Norberto Turriziani: istituita con la delibera n.109 del 15 giugno 1939, la Biblioteca Comunale "Norberto Turriziani" si trova nell'omonimo e centrale Palazzo sito in Corso della Repubblica. La biblioteca ha un patrimonio stimato in circa 30.000 volumi tra libri ed opuscoli. La biblioteca offre i seguenti servizi: Consultazione, Prestito locale e interbibliotecario; Ascolto Musica; Visione VHS / DVD; Emeroteca; Consulenza Bibliografica.
- Biblioteca Provinciale "Alberto Bragaglia: situata nei pressi della stazione, in via Maria De Mattias, la Biblioteca Provinciale "Alberto Bragaglia" raccoglie tra l'altro tesi di laurea su argomenti di carattere locale. Tra gli altri servizi vi è la possibilità di consultare quotidiani locali a partire dal 1954. È servita di wireless.

### Scuole
Frosinone, oltre a una quindicina tra scuole elementari e scuole medie, è sede anche di tutti i principali corsi di istruzione secondaria di II livello: lo storico liceo Classico "Norberto Turriziani", quello Scientifico "Francesco Severi", il liceo Artistico "Anton Giulio Bragaglia" e il liceo Linguistico e delle Scienze Umane "Fratelli Maccari". È sede inoltre di istituti tecnici ad indirizzo agrario, commerciale, geometri, industriale e per i servizi sociali, di istituti professionali per l'Industria e il turismo, per il commercio, e per i servizi sociali.

### Università
La città di Frosinone ospita sedi distaccate dell'Università degli Studi di Cassino e della Sapienza di Roma.

### Conservatorio

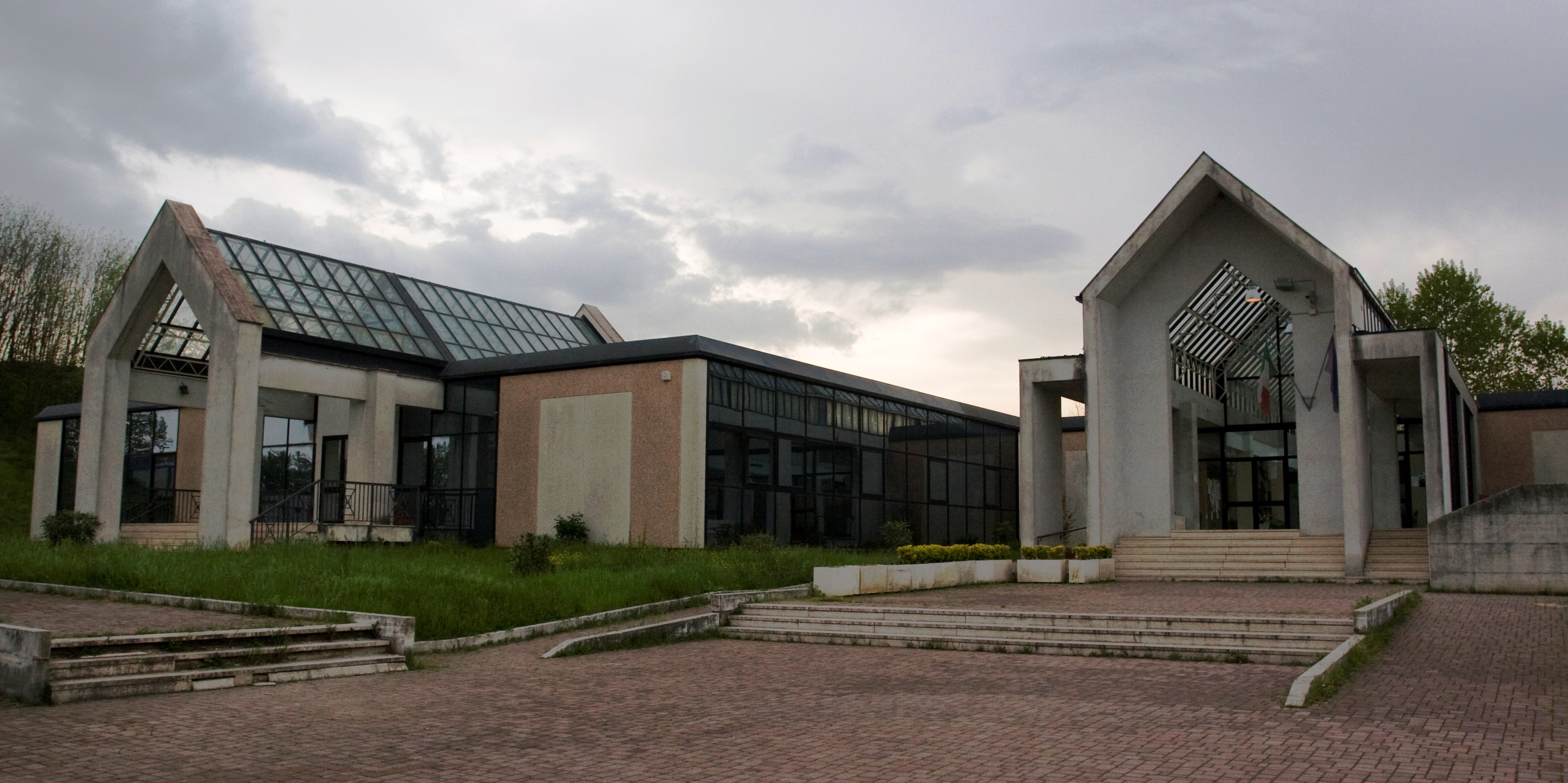
Il Conservatorio di musica Licinio Refice

Il conservatorio Licinio Refice si trova in viale Michelangelo, nella zona Casaleno.
Inaugurato nel 1972, prende il nome dal famoso compositore Licinio Refice, originario di Patrica, un piccolo centro confinante con Frosinone. Nel corso degli anni il conservatorio è divenuto polo d'attrazione per l'organizzazione di eventi musicali. Memorabile il concerto organizzato per festeggiare i primi venticinque anni di attività, nel 1998, quando venne commissionato un pezzo originale, musicato da Roman Vlad su una poesia di Giovanni Fontana. Tra gli insegnanti più celebri del Conservatorio si ricorda il compositore Ennio Morricone.

### Accademia di belle arti
L'Accademia di belle arti di Frosinone si trovava in Viale Marconi. Attualmente gli indirizzi di studio sono: Decorazione, Grafica, Pittura, Scultura, Scenografia, Media Art, Fashion Design, Graphic Design, Restauro, Comunicazione e valorizzazione del patrimonio artistico. Nel 2014 l'Accademia viene trasferita nel ristrutturato Palazzo Tiravanti, in Viale Mazzini.

### Museo archeologico

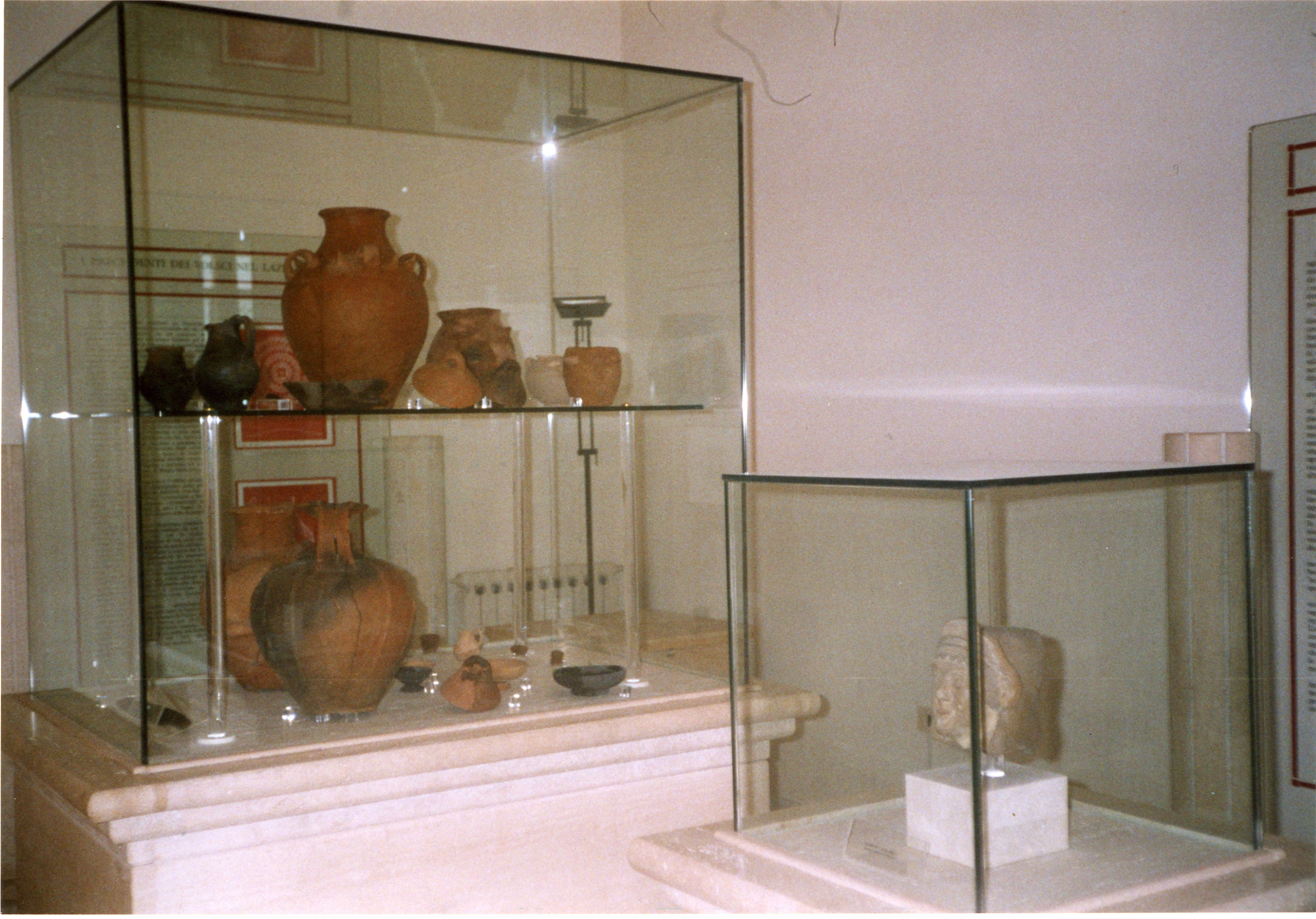
Alcuni reperti conservati nel museo di Frosinone

Il museo archeologico di Frosinone, inaugurato nel 1994, ha sede nel centro storico e conserva reperti rinvenuti nel territorio che vanno dalla preistoria all'età imperiale romana; è diviso in tre sezioni:
- Preistoria e Protostoria: importanti reperti del paleolitico e oggetti domestici e vasellame dell'età del ferro.
- Età arcaica: vari resti volsci, ernici ed etruschi provenienti da tutta la provincia.
- Età romana: espone la storia dell'antica Frusino e le testimonianze archeologiche relative (in particolar modo gli studi relativi all'anfiteatro rinvenuto lungo le rive del fiume Cosa)

### Maca
Sito all'interno del Palazzo Tiravanti, è il Museo d'Arte Contemporanea dell'Accademia di Belle Arti. Contiene 60 opere di altrettanti 60 artisti, ed è la prima collezione legata a un'Accademia statale di recente istituzione. Realizzato grazie alla donazione della Banca Popolare del Cassinate.

### Galleria "La Saletta"
Lo storico spazio espositivo nacque alla fine degli anni '50 del secolo scorso dalla trasformazione di una bottega per cornici, gestita da Ettore Gualdini, su iniziativa del pittore Michele Rosa che ne assunse la direzione artistica fino al 1969.
 
Il piccolo locale, con sede a Frosinone alta, in Corso della Repubblica n.9, divenne a quei tempi un importante circolo di aggregazione e di riferimento per esponenti della cultura e luogo espositivo per pittori locali, artisti nazionali e stranieri che si succedevano con cadenza periodica secondo un fitto calendario. Con le dimissioni del direttore artistico si concluse un'importante fase dell'attività culturale della provincia a Frosinone. La galleria rimase aperta per alcuni anni prima di chiudere a seguito del definitivo ritiro dall'attività del suo gestore, il pittore Ettore Gualdini.
Museo del Frosinone  Calcio
Dal 2019 è situato all'interno dello stadio Benito Stirpe, raccoglie foto, cimeli, trofei del Frosinone calcio.
Collezione Luigi Marignani
museo di auto e moto d'epoca

### Cucina
La cucina di Frosinone è basata essenzialmente sulla tradizione culinaria contadina dell'antica provincia pontificia di Campagna e del Lazio in genere. Tra i primi ci sono i "tonnarelli alla ciociara", i "fini-fini" al pomodoro, fettuccine con rigaglie di pollo, sagne e fagioli con le cotiche, la polenta con broccoletti e salsicce. Tra i secondi ci sono salsicce, abbacchio a scottadito, pollo alla diavola, pecora al sugo, lumache al pomodoro, "abbuticchio" in umido, "coppiette ciociare". Tra le pietanze vegetali si ricordano i broccoli "calati" in padella, frittelle di cavolfiore, fave con pecorino, zuppa di fave, ceci, fagioli. Tra i dolci la "pigna" pasquale, dolci di ricotta e frittelle in occasione del Natale, struffoli fritti con miele, le "frappe" per il Carnevale, ciambellette al vino, maritozzi.
Il vino di Frosinone per antonomasia è la Passerina del Frusinate.

### Media

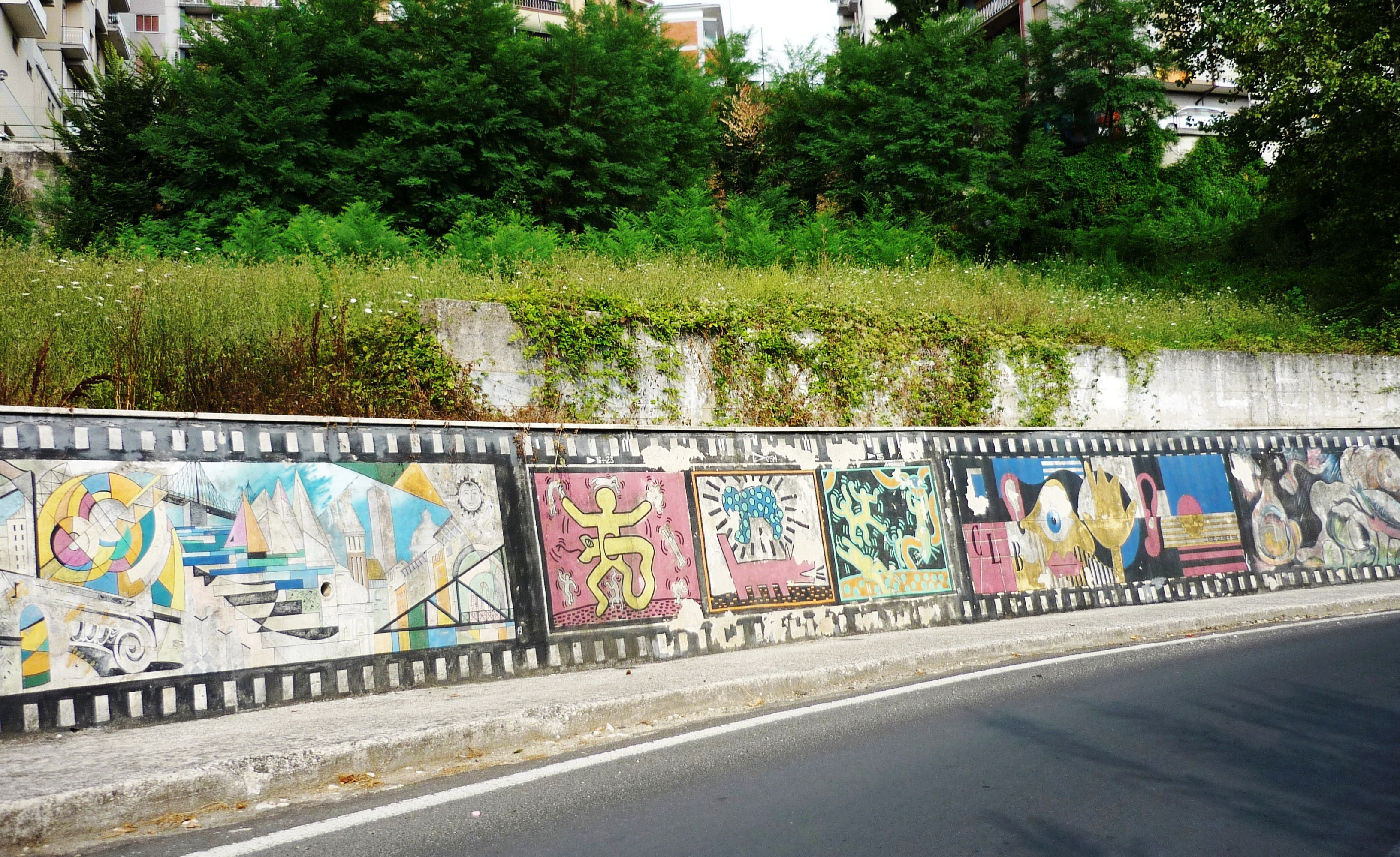
Murales di via Ciamarra in onore del regista frusinate Carlo Ludovico Bragaglia

#### Radio
- Radio Day[92]

#### Stampa
- Editoriale Oggi
- L'Inchiesta[93]
- Il Messaggero edizione di Frosinone
- Il Tempo edizione di Frosinone
- Qui Magazine[94]
- Flash Magazine[95]
- Uiente Aculone (Giornale Satirico Carnevalesco)[96]
- La Uespa (giornale satirico)
- Il NuovoGiorno
- Il punto a mezzogiorno[97]

#### Televisione
- Teleuniverso[98]
- Lazio TV[99]
- Extra TV[100]

## Economia
Tra le multinazionali presenti sul territorio di Frosinone vi sono ABB, Agusta, Klopman International, Domopak, Motta. I settori merceologici produttivi maggiormente presenti sono quello della metalmeccanica e macchinari, della chimica, della gomma e dell'apparecchiature elettriche.
Il comparto dell'artigianato è composto da piccole e medie imprese operanti nel settore orafo, tessile, delle calzature, dell'abbigliamento e dell'arredamento.
Di seguito la tabella storica elaborata dall'Istat a tema Unità locali, intesa come numero di imprese attive, ed addetti, intesi come numero di addetti delle imprese locali attive (valori medi annui).
|           | 2015                  | 2015                         | 2015                       | 2015           | 2015                  | 2015                | 2014                  | 2014           | 2013                  | 2013           |
| --------- | --------------------- | ---------------------------- | -------------------------- | -------------- | --------------------- | ------------------- | --------------------- | -------------- | --------------------- | -------------- |
|           | Numero imprese attive | % Provinciale Imprese attive | % Regionale Imprese attive | Numero addetti | % Provinciale Addetti | % Regionale Addetti | Numero imprese attive | Numero addetti | Numero imprese attive | Numero addetti |
| Frosinone | 5.529                 | 16,45%                       | 1,21%                      | 20.982         | 19,69%                | 0,11%               | 5.528                 | 20.818         | 5.710                 | 21.416         |
| Frosinone | 33.605                |                              | 7,38%                      | 106.578        |                       | 6,92%               | 34.015                | 107.546        | 35.081                | 111.529        |
| Lazio     | 455.591               |                              |                            | 1.539.359      |                       |                     | 457.686               | 1.510.459      | 464.094               | 1.525.471      |

Nel 2015 le 5.529 imprese operanti nel territorio comunale, che rappresentavano il 16,45% del totale provinciale (33.605 imprese attive), hanno occupato 20.982 addetti, il 19,69% del dato provinciale; in media, ogni impresa nel 2015 ha occupato poco meno di quattro addetti (3,79).

## Infrastrutture e trasporti

### Strade
- Casello autostradale di Frosinone, Autostrada A1 Milano-Napoli.

Per la sua posizione Frosinone è un naturale punto di passaggio e di incrocio di numerose vie di comunicazione.
Vi si congiungono la:
- Strada statale 6 Via Casilina che collega Roma e Napoli;
- strada regionale 214 Maria e Isola Casamari (SR 214), già Strada statale 214 (Via Mària), che porta a Sora;
- SS 156 che porta a Latina;
- Strada statale 155 di Fiuggi (via Prenestina) che porta anch'essa a Roma passando per Alatri, Fiuggi e Palestrina.

### Ferrovie
- Stazione di Frosinone
- Frosinone è servita dalla ferrovia Roma-Napoli via Cassino. La stazione ferroviaria è situata in Piazzale Alessandro Kambo.
- Fino al 1940 Frosinone era collegata con Roma e Fiuggi tramite la ferrovia Roma-Fiuggi-Alatri-Frosinone.

### Aeroporti
Ha sede nel comune l'aeroporto di Frosinone.

### Mobilità urbana
- Il trasporto pubblico locale della città precedentemente affidato in concessione alla GEAF (Gestione Autoservizi Frosinone), dal 1º maggio 2020 è passato all'azienda ferentinese Cialone Tour.
- Da Frosinone, la COTRAL effettua collegamenti quotidiani con Roma e altre località nelle province di Frosinone, Latina e Roma. I capolinea di entrambe le società sono stati recentemente spostati in Piazza Sandro Pertini.

### Ascensore inclinato
L'ascensore inclinato fornisce un rapido collegamento fra il centro storico e la parte bassa della città. L'impianto, in funzione dal 3 aprile 2010, impiega circa due minuti per coprire la distanza tra la stazione di valle, nei pressi di via Aldo Moro e quella di monte di piazzale Vittorio Veneto e viceversa.
L'ascensore inclinato venne chiuso per motivi di sicurezza mercoledì 22 gennaio 2014 non era prevista alcuna data per il ripristino. Il 9 febbraio 2016, a seguito di una manutenzione comunale e a distanza di due anni, l'ascensore inclinato rientra in funzione.

## Amministrazione
Nel 1927, a seguito del riordino delle Circoscrizioni Provinciali stabilito dal regio decreto N°1 del 2 gennaio 1927, per volontà del governo fascista, Frosinone, che prima rientrava nella provincia di Roma, divenne capoluogo dell'omonima provincia.

### Gemellaggi
- Elmwood Park (Illinois), dal 1996: il gemellaggio è nato per la forte presenza di immigrati frusinati nella cittadina americana.
- Tecumseh (Ontario), dal 2009: l'iniziativa è nata dalla proclamazione, da parte del Ciociaro Club of Windsor, della città di Frosinone come "Comune dell'Anno 2009". Tecumseh, cittadina confinante con Windsor, ha riconosciuto il ruolo importante avuto dagli italiani nel proprio sviluppo. In particolare è stato riconosciuto quanto fatto dagli immigrati frusinati che hanno dato, fin dal loro arrivo, un forte contributo alla costruzione dell'apparato produttivo-economico, sia in campo manifatturiero che in quello delle produzioni agricole.[106]
- Nocera Umbra, dal 2009: il gemellaggio è nato a seguito dei tragici fatti del settembre 1997, quando la città di Nocera Umbra fu colpita dal terremoto. Una squadra di Vigili del Fuoco di Frosinone portò i primi soccorsi, in particolare, in località Colle di Nocera. Successivamente, il Comitato Colle Cottorino di Frosinone, presi contatti con la Pro Loco di Nocera Umbra, decise di portare un piccolo dono a ciascuno dei 110 bambini delle scuole elementari di Colle di Nocera Umbra. Da allora si è instaurato uno stretto legame di amicizia e solidarietà tra le due comunità e l'iniziale gemellaggio tra le due frazioni si è esteso a livello comunale.[107]
- Ponza, dal 2010: il gemellaggio nasce dalla comune venerazione per il Santo patrono.[108]

## Sport

### Atletica leggera
- Il Corridore Running Club ASD.[109]

### Calcio

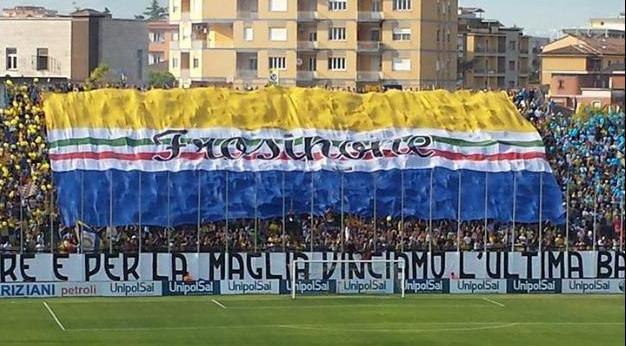
La tifoseria del Frosinone

Il Frosinone Calcio, è la società principale del comune, è stata fondata nel 1912 e nel 2015-16 è diventata la terza squadra laziale dopo le romane a disputare la Serie A, attualmente la squadra disputa il campionato di Serie B 2024-2025. La seconda squadra locale è il G.S. Frosinone 2000 che ha sempre disputato campionati di livello regionale.

### Calcio a 5
- ASD Frosinone Futsal Femminile che nel 2019-20 milita nel campionato femminile di serie A2 così come l'AMB Frosinone della famiglia Santoro milita nel girone C di Serie A2 maschile .[110]

### Ciclismo
La città è stata più volte visitata dal Giro d'Italia di ciclismo. Nel 2004, ha ospitato la partenza di una tappa, mentre la 4ª tappa del Giro d'Italia 2005 si è conclusa a Frosinone con la vittoria di Luca Mazzanti. Nel 2010 ha ospitato la partenza della nona tappa con arrivo a Cava de' Tirreni e nel 2012 è stata scelta come arrivo della nona tappa San Giorgio del Sannio-Frosinone. Nel 2014 è stata località di partenza per la tappa Frosinone-Foligno.

### Pallacanestro
- Scuola Basket Frosinone che, nel campionato 2019-2020, milita nel campionato maschile di Serie C Silver.[111]

### Pallanuoto
- RN Frosinone che nel 2019-2020 milita nel campionato maschile di serie B.[112]

### Pallavolo
La squadra femminile di pallavolo IHF Volley Frosinone ha militato nel campionato di Serie A1 2013-2014 prima di cedere il titolo sportivo.

### Tennis
Sono presenti quattro circoli affiliati alla Federazione Italiana Tennis: A.S. Dilettantistica Tennis Club T2, ASD 3p Esla Tennis Project, Asdr La Racchetta e TC Frosinone Centro Sportivo.

### Impianti sportivi
- Stadio Benito Stirpe

- Centro sportivo polivalente, con piscina e palestra
- Palazzetto dello Sport CONI
- Palazzetto dello Sport "Città di Frosinone"
- Campo sportivo CONI "B. Zauli"
- Stadio Comunale "Matusa"
- Stadio del nuoto di Frosinone
- Centro Sportivo "Corso Lazio"